# 井笠鉄道
井笠鉄道株式会社（いかさてつどう、通称井笠バス、英文社名Ikasa Tetsudo）は、岡山県笠岡市に本社を置き、かつて鉄道とバスを中心に事業を展開していた会社。2012年10月31日限りで事業を停止し、会社自体も破産手続に移行し解散した。
井笠鉄道の事業を継承して、2012年11月1日より2013年9月30日まで暫定運行を行った中国バス・井笠バスカンパニー（井笠バス福山カンパニー）および、2013年4月1日より同社井笠バスカンパニーが暫定運行を行った路線のうち、福山市内で完結する路線、および「カブトガニ号」以外の運行を担当し、同年10月1日から福山市内完結路線も運行する井笠バスカンパニーについては「井笠バスカンパニー」を参照。

## 概要
井笠鉄道は主に岡山県の井笠地方（笠岡市、井原市等）を中心とする西南部と広島県福山市を営業エリアとしていた。そのため、岡山県バス協会と広島県バス協会の双方に加盟していた。かつては鉄道路線を有していたが、1971年に廃止されたため、路線バス・貸切バスのみの営業となった。また、1991年まで福山市赤坂にて、赤坂遊園という遊園地も経営していた。
コミュニティバスの一部をのぞき岡山県共通バスカード（井笠鉄道発行分）・井笠バス専用バスカード（販売終了）が使用できた。また、福山自動車営業所管轄路線の一部ではPASPYが利用できた（PASPY定期券は鞆鉄道発行分を使用。また鞆鉄道のPASPYを福山駅前案内所やPASPYリーダー装備車の車内で受託販売していた）。またHarecaの導入予定はなかった。
1990年代まではストライキを頻繁に起こしており、他社がストライキを中止・回避しても井笠鉄道だけは突入することも珍しくなかった。ただし、ストライキを起こしたのは主に第1組合の「私鉄中国地方労働組合井笠鉄道支部」（総評系の私鉄総連加盟）の組合員で、第2組合の「井笠バス労働組合」（同盟系の交通労連加盟）の組合員は通常通りの業務を行うことが多かったため、全便が運休とはならなかった。なお、倒産直前の時期は両組織が統一して「井笠鉄道労働組合」（私鉄総連加盟。総連には『私鉄中国地方労働組合井笠鉄道支部』の名称で登録）となっていた。
沿線の過疎化による乗合バスの利用者減少や規制緩和による貸切バスの競争激化などにより、経営が悪化し、資金不足が深刻な状況となり、2012年10月31日をもってバス事業を廃止した。その後、多額の債務返済が困難なことから、破産手続を行い、会社を清算するに至った。これに伴い、井原市と浅口市の循環バス事業は北振バスが引き継ぎ、主要路線について当面は道路運送法に基づく臨時措置として中国バスが引き継ぐことを要請した。
2012年10月17日に笠岡市役所で岡山・広島両県と7市町などで廃止対策会議が開かれ、代替運行を要請している中国バスに路線・系統の代替について、対策会議としての意見をまとめ、それに基づいて中国バスが代替運行の申請を中国運輸局に行った。代替運行に際し、運行本数の削減や一部系統の廃止が行われ、結果、総社市（旧・清音村）からは路線撤退することとなった。また、寄島 - 里庄間の路線は、里庄町と浅口市が共同で代替無償バスを運行した。
なお、従業員はいったん解雇された後で中国バスなどが雇用したが、定期券・回数券・バスカードは使えなくなった（PASPYは中国バスを含む他の利用会社で使用可能）。
中国バスは、社内カンパニーの井笠バスカンパニーが代替運行を引き継いだ後、中国バスの100%出資による新会社「井笠バスカンパニー」を設立して、2013年4月1日から福山市内で完結する路線以外の運行を引き継くことを2013年1月に決定した。新会社への引き継ぎに際し、笠岡市内と矢掛町内へ車庫が新設されることになり、それに伴い2路線が新設されることになった。笠岡市美の浜にバスセンターと新会社の営業所が設置された。美の浜地区はバス路線の空白地帯になっており、路線新設により利便性の向上が図られた。このバスターミナルは笠岡市が市有地に建設した。また、矢掛町内の車庫設置と、矢掛駅の駅前ロータリーにも乗り入れることで井原鉄道との乗り継ぎが改善された。
一方、この時点で新会社に引き継がれなかった福山市内で完結する路線は、2013年9月30日まで中国バス・井笠バス福山カンパニー（同社井笠バスカンパニーを改組）により、社内カンパニーでの暫定運行を継続し、2013年10月1日から、一部路線を廃止・デマンドタクシーに移行の上で新会社「井笠バスカンパニー」が運行することになった。
関連会社だった北振バス・井笠観光・井笠自動車整備・井笠郵便輸送・井笠商事は井笠鉄道の破産後も独立系企業として存続していたが、井笠自動車整備は2015年1月23日に破産手続き開始決定。また同じく関連会社だった笠岡タクシーはアサヒタクシー（本社：広島県福山市）の傘下となった。なお、アサヒタクシーは1978年にも同じく井笠鉄道の関連会社だった「久松タクシー」からタクシー事業を譲り受け（同社は井笠商事として存続）、子会社の「グリーンタクシー」を設立した経緯があった。

## 沿革

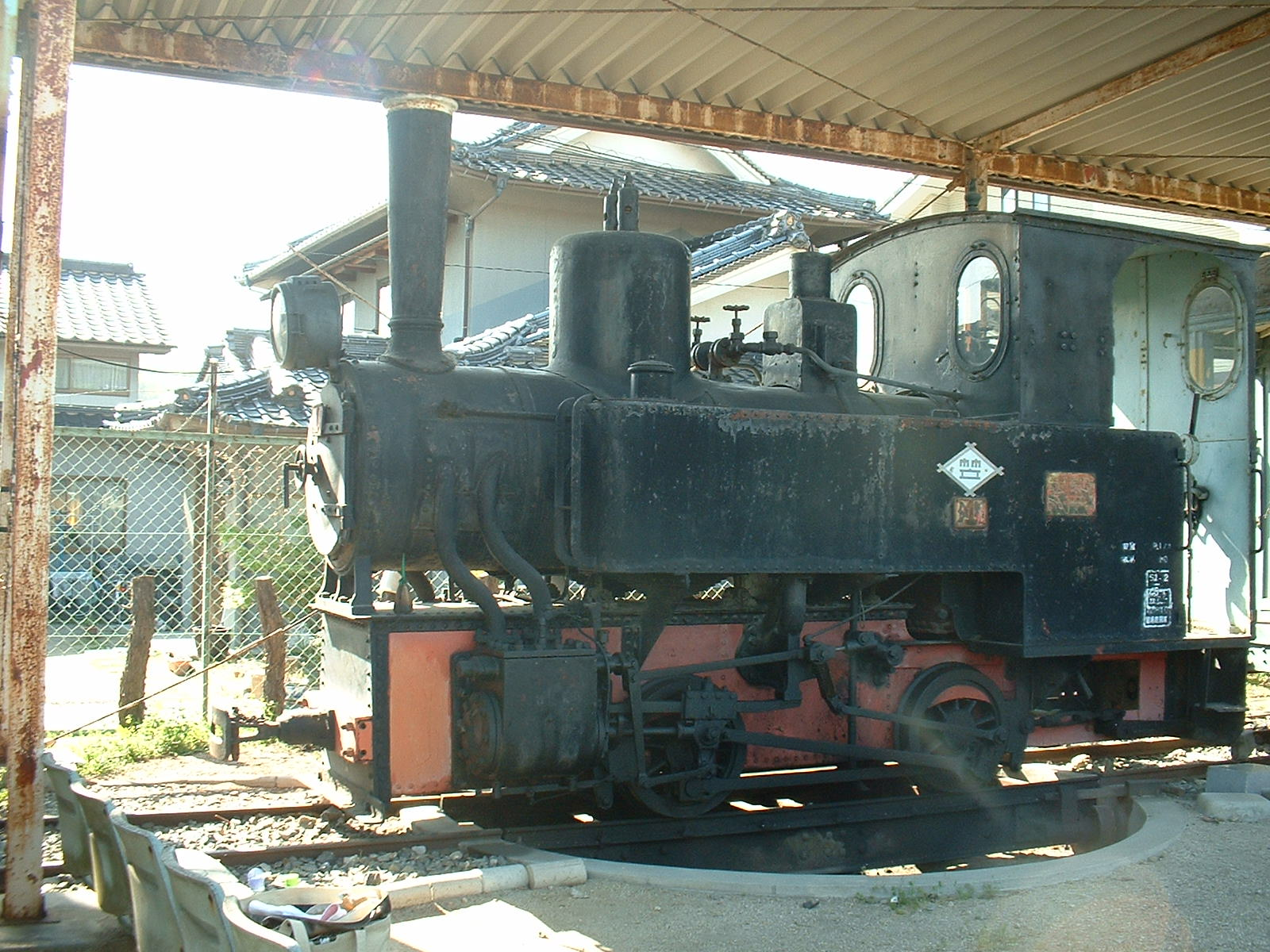
井笠鉄道記念館の1号機関車

- 1911年（明治44年）7月1日： 井原笠岡軽便鉄道株式会社（いばらかさおかけいべんてつどう）として設立。井原村の庄屋で戸長だった瀧本丈太郎が笠岡―井原間の鉄道敷設を計画し、馬越恭平を社長に迎えて発足[14]。
- 1913年（大正2年）11月17日： 本線笠岡 - 北川 - 井原間が開業。軌間762mm。
- 1915年（大正4年）11月26日： 商号を井笠鉄道株式会社に変更。
- 1921年（大正10年）10月25日： 矢掛線矢掛 - 北川間が開業。
- 1925年（大正14年）2月7日： 高屋線井原 - 高屋間が開業。
- 1925年（大正14年）8月22日： バス事業を開始する[15]。
- 1940年（昭和15年）1月1日： 神高鉄道を合併。同社線を編入して井原 - 神辺間を神辺線とする。
- 1964年（昭和39年）： 近畿日本鉄道が資本参加し近鉄グループ入り[16]。
- 1966年（昭和41年）2月3日： 井笠観光株式会社設立[15]。
- 1967年（昭和42年）4月1日： 神辺線および矢掛線を廃止[17]。線路用地は鉄道建設公団に買収される。
- 1968年（昭和43年）9月15日：井笠ボーリングセンター開館[15]。
- 1970年（昭和45年）8月10日：井原ボーリング場開館[15]。
- 1971年（昭和46年）4月1日： 本線を廃止。鉄道事業から撤退してバス専業会社となる。北川 - 井原間の線路用地は神辺・矢掛線同様に鉄道建設公団に買収され、現在の井原鉄道井原線の建設に供される。
- 1972年（昭和47年）9月25日：宅地建物取引業登録免許取得[15]。
- 1973年（昭和48年）8月16日：井笠観光株式会社を井笠観光開発株式会社に変更[15]。
- 1975年（昭和50年）4月10日：井原ボーリング場閉館[15]。
- 1978年（昭和53年）12月19日：井笠商事株式会社発足[15]。
- 1980年（昭和55年）2月21日： 鬮場車庫が放火され全焼。
- 1994年（平成6年）3月21日： 福山 - 広島間に「ローズライナー」を中国バス・鞆鉄道・広島交通との共同運行で運行開始。
- 1995年（平成7年）12月21日： 神辺 - 広島間に「リードライナー」を中国バス・広島交通との共同運行で運行開始（それまで平成大学 - 広島間に運行していた路線に参入、延長）。
- 1996年（平成8年）9月1日：岡山県共通バスカードを導入 。
- 1997年（平成9年）7月20日： 倉敷駅北口の改良工事完成に伴い、南口に乗り入れていた井原線が北口へ乗り場が変更される。
- 2004年（平成16年）
  - 近鉄グループから離脱[16]。
  - 11月30日： 鴨方 - 茂平車庫線（国道2号線経由）が廃止。
- 2006年（平成18年）9月28日： 福山 - 岡山空港・岡山間に「ももっちライナー」を中国バス・両備バスとの共同運行で運行開始（2007年7月30日に福山 - 岡山系統の運行を終了、2008年1月31日に福山 - 岡山空港系統の運行も終了）。
- 2007年（平成19年）9月30日： この日の運行をもって、井原 - 矢掛 - 清音駅 - 倉敷駅北口 - 川崎医大線の井原 - 矢掛間、倉敷駅北口 - 川崎医大間と清音循環 - イオン倉敷 - 倉敷中央病院線が廃止。
- 2008年（平成20年）
  - 9月30日： この日の運行をもって、新倉敷駅北口 - 矢掛線が廃止。
  - 10月1日： 岡山県共通バスカードの廃止に伴い、代替カード「井笠バス専用バスカード」の販売を開始（岡山県共通バスカードは井笠鉄道発行分のみ利用可能）。
- 2009年（平成21年）
  - 2月14日： 福山市内一部、市内ループ線にPASPYを導入。
  - 10月1日： 山野下市線を北振バスへ移管。これに伴い、井笠バス専用バスカードの利用ができなくなる。
- 2011年（平成23年）3月31日： この日の運行をもって、鴨方 - 遙照山荘線が廃止。
- 2012年（平成24年）
  - 3月19日： この日の運行をもって、福山 - 東深津 - 福山市民病院線が廃止。
  - 10月12日： 中国運輸局に事業廃止届を提出。バス事業から撤退し、その後会社を清算することを発表[5]。井笠バス専用バスカードの販売終了。
  - 10月18日： 中国バスが井笠鉄道バス路線廃止代替運行路線の運行について中国運輸局に申請[8]。
  - 10月31日： この日をもってバス事業から撤退[2][5]、井笠バス専用バスカードの利用終了[5]。
  - 11月1日： 中国バス等が井笠鉄道バス71路線中53路線の代替運行開始。
  - 11月2日： 岡山地方裁判所に破産手続きの開始を申し立て。負債総額は32億3600万円[18]。
  - 11月5日： 岡山地方裁判所より破産手続開始決定を受ける[19]。
- 2013年（平成25年）
  - 1月16日： 中国バスが代替運行を行っている路線のうち、福山市内完結路線以外の路線を担当する井笠バスカンパニーを設立。
  - 4月1日： 井笠バスカンパニーが本格運行開始。福山市内完結路線は中国バス・井笠バス福山カンパニー（同日に同社井笠バスカンパニーを改組）が代替運行継続。
  - 10月1日：中国バス・井笠バス福山カンパニー運行の福山市内完結路線が本格運行に参入し、すべての路線が井笠バスカンパニーに移管、井笠バス福山カンパニー福山東営業所は井笠バスカンパニー福山営業所に改組。
- 2014年（平成26年）
  - 7月8日： 破産手続廃止[20]。
  - 7月16日： 関連会社の井笠ボーリングセンター解散[21]。
  - 7月18日： 最後の債権者報告集会が行われ、破産手続きが終結[22]。

## 本社・営業所などの所在地
- 本社、観光課本部
  - 岡山県笠岡市笠岡5595-1

### 営業所・車庫
- 笠岡自動車営業所
  - 岡山県笠岡市茂平291-15
    - 2013年3月に閉鎖。笠岡市美の浜へ移転。
- 笠岡自動車営業所寄島車庫
  - 岡山県浅口市寄島町7540-7
    - 2012年11月に閉鎖。
- 笠岡自動車営業所矢掛車庫（北振バス内・元矢掛自動車営業所、旧井笠鉄道矢掛駅）
  - 岡山県小田郡矢掛町東川面950-8
    - 2013年3月に閉鎖（北振バスは引き続き使用）。矢掛町小林へ移転。
- 福山自動車営業所
  - 広島県福山市明神町2丁目1-20
    - 2013年3月に閉鎖。福山市多治米町6丁目（中国バス本社敷地内）へ移転。

### 案内窓口
- 井原バスセンター内案内所
  - 岡山県井原市井原700
- 笠岡駅前乗車券販売所
  - 岡山県笠岡市中央町144
- 福山駅前案内所
  - 広島県福山市三之丸町30-1（1・2番窓口で中国バスと兼務。井笠鉄道時代に使用していた4番窓口は閉鎖）

破産以前に廃止されていた拠点
- 井原自動車営業所
  - 岡山県井原市（末期はカブトガニ号青木東〔旧車庫前〕停留所に隣接）
- 鴨方窓口案内所
  - 岡山県浅口郡鴨方町六条院中2922

### 旅行センター
井笠鉄道子会社であった井笠観光株式会社により運営（井笠鉄道破産後も独立系として現存）。第二種旅行業に登録している（登録番号・岡山県2-85）。
- 井笠観光本社・笠岡旅行センター
  - 岡山県笠岡市笠岡5595-1（旧井笠鉄道本社ビル）
- 井原旅行センター
  - 岡山県井原市上出部町618
- 福山旅行センター
  - 広島県福山市南手城町4丁目7-7

移転・廃止された拠点
- 笠岡旅行センター
  - 岡山県笠岡市中央36-1 井笠ビル1階（現：トピア笠岡駅前ビル1階、笠岡放送・エフエムゆめウェーブサテライトスタジオ。旧井笠鉄道本社ビルに移転）
- 鴨方旅行センター
  - 岡山県浅口郡鴨方町六条院中2922
- 矢掛旅行センター
  - 岡山県小田郡矢掛町矢掛3179-1
- 井原旅行センター
  - 岡山県井原市井原700（井原バスセンター改築に伴い上出部町へ移転）
- 福山旅行センター
  - 広島県福山市三之丸町1-3（明神町へ移転）
  - 広島県福山市明神町2丁目1-20（福山自動車営業所閉鎖に伴い南手城町へ移転）

## 主なターミナル

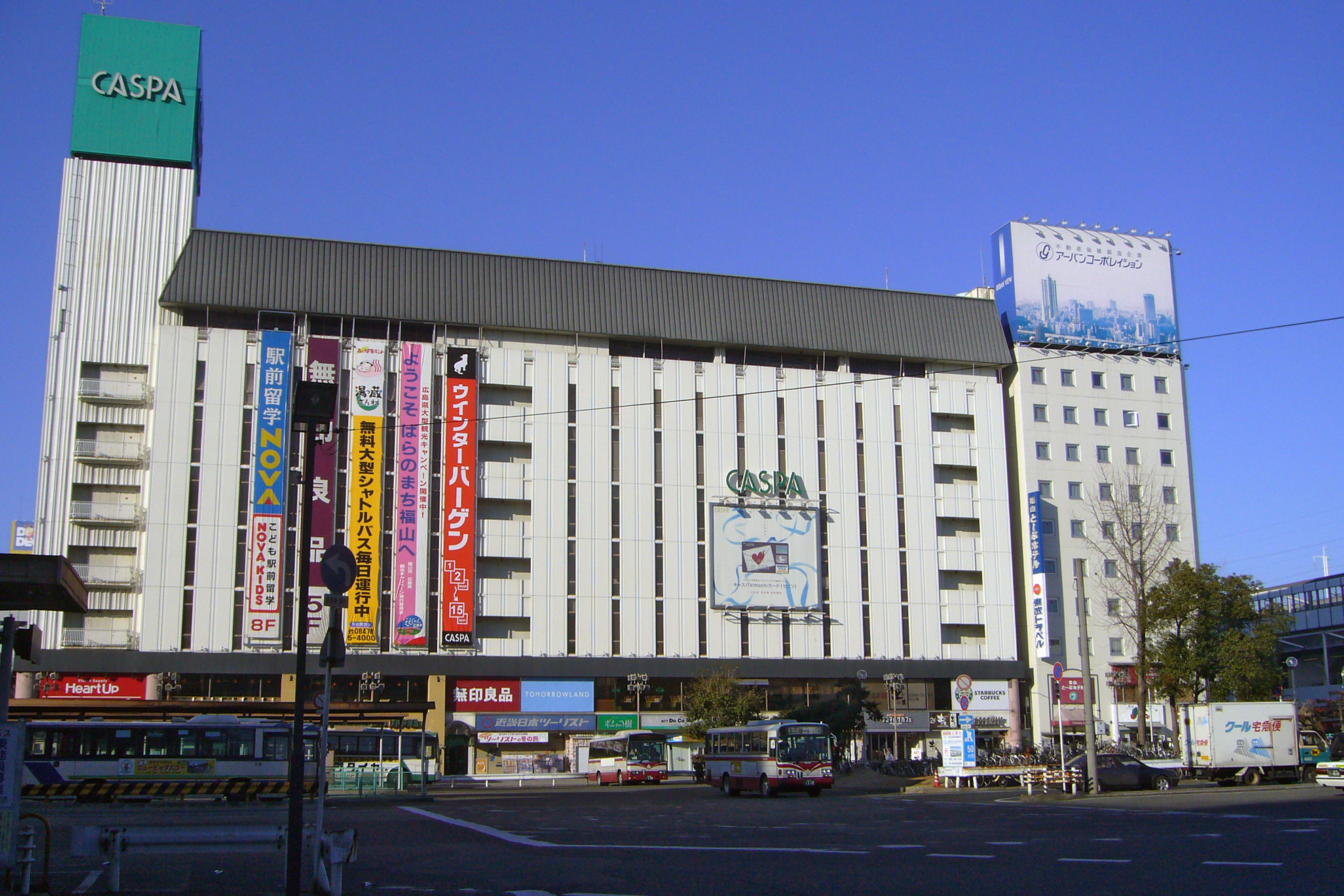
福山駅前
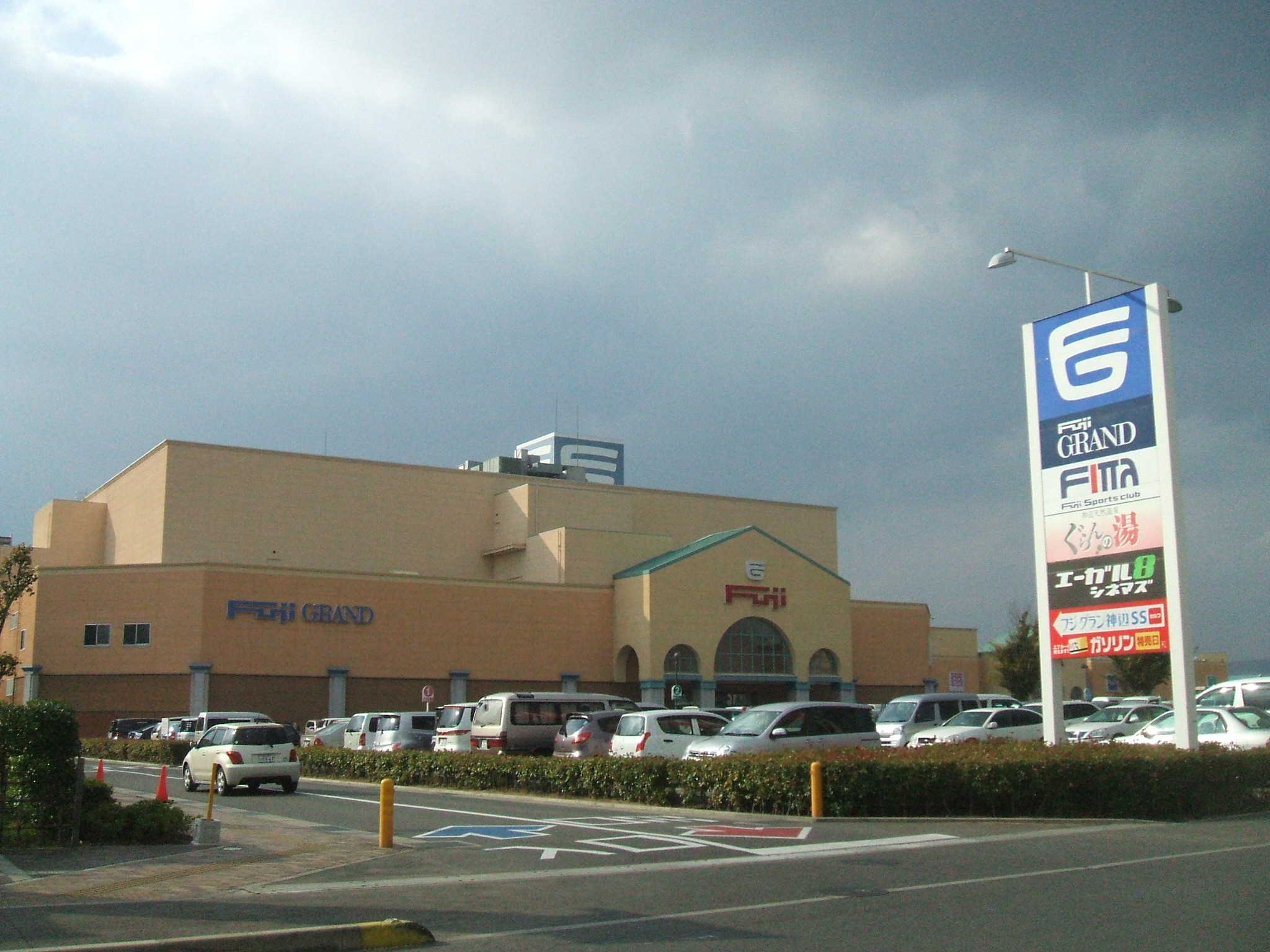
フジグラン神辺店
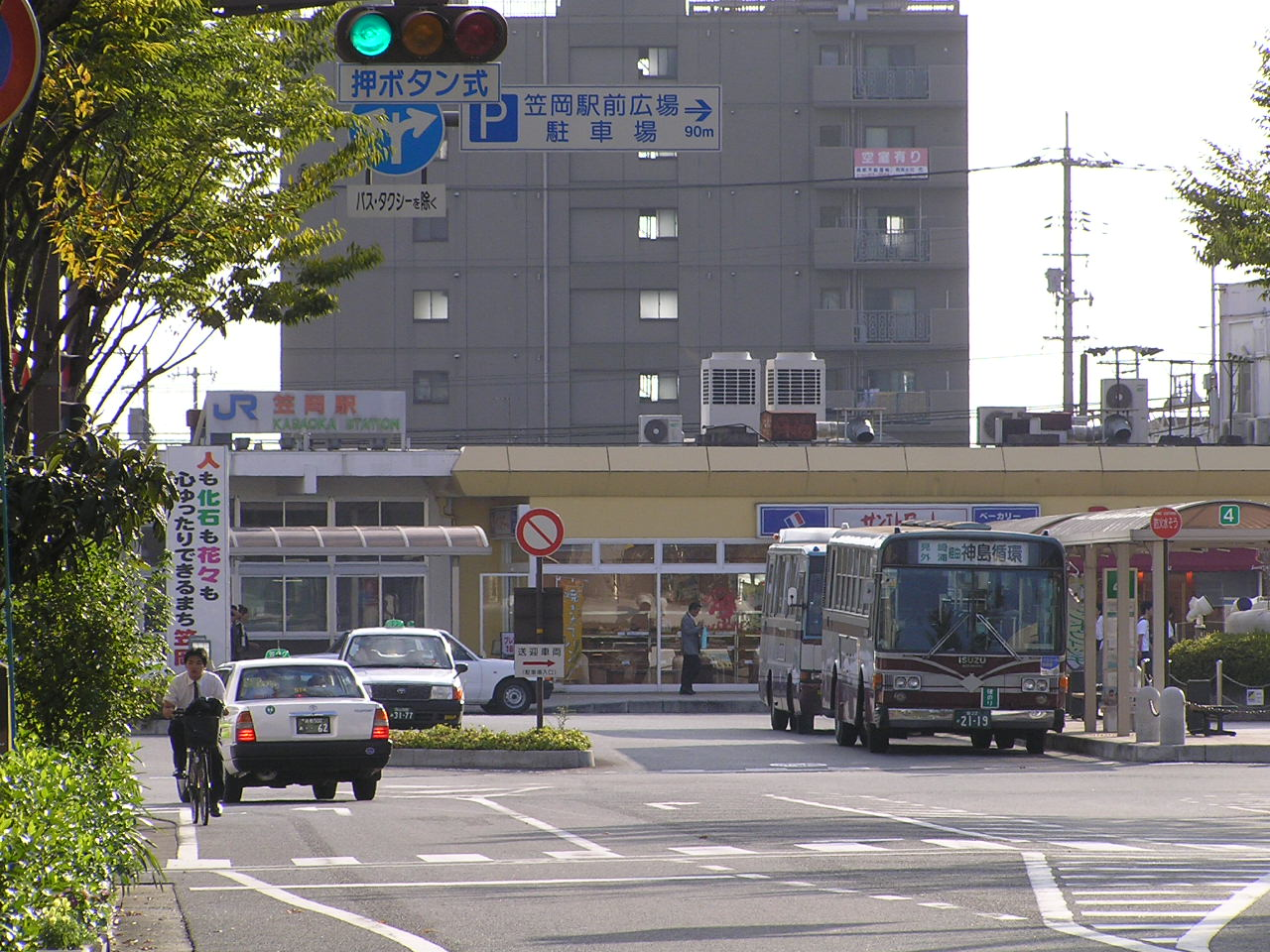
笠岡駅前
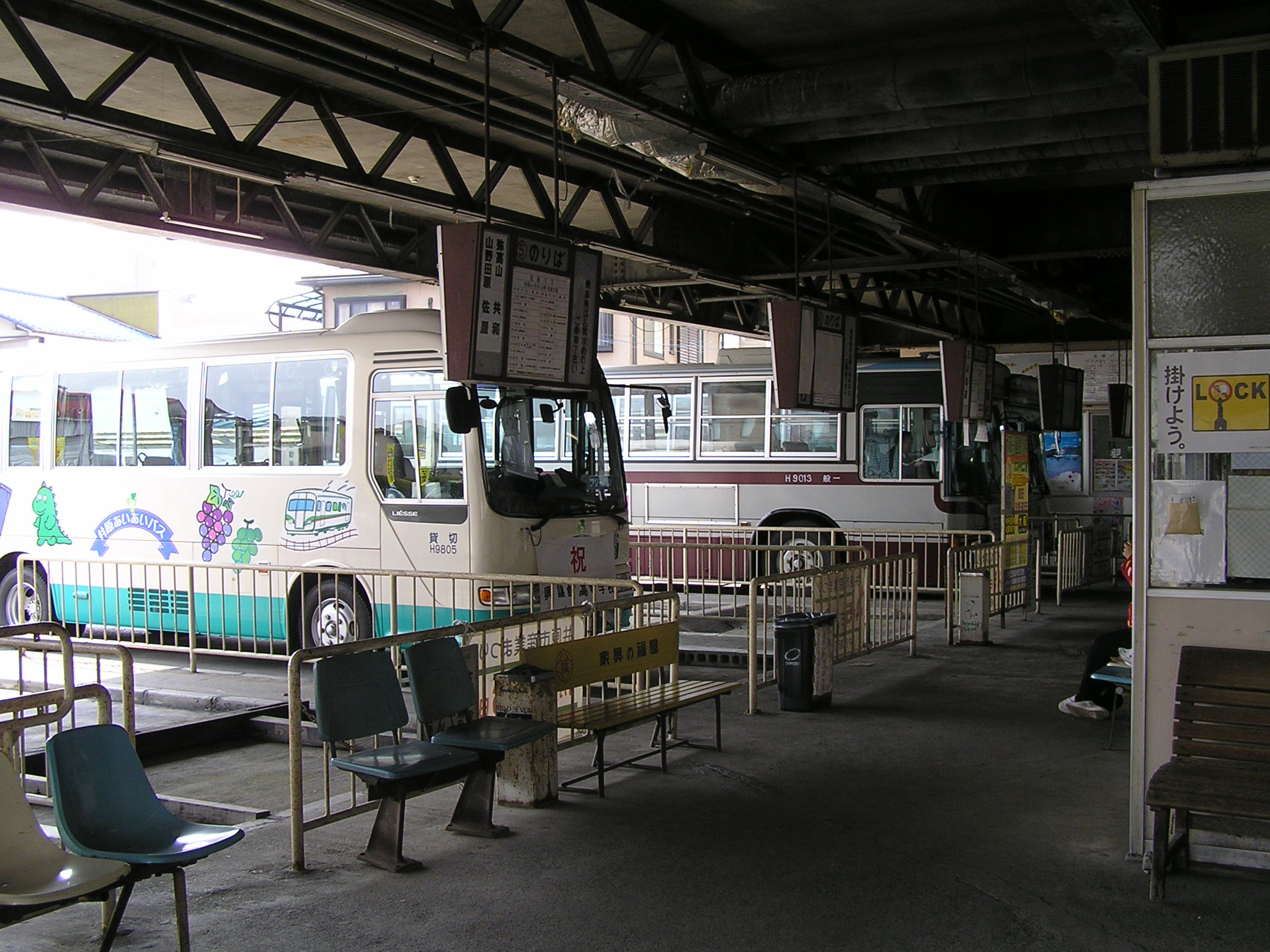
井原バスセンター
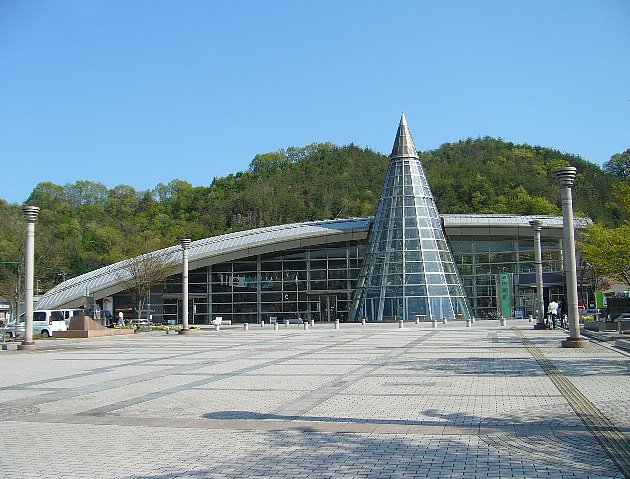
井原鉄道 井原駅
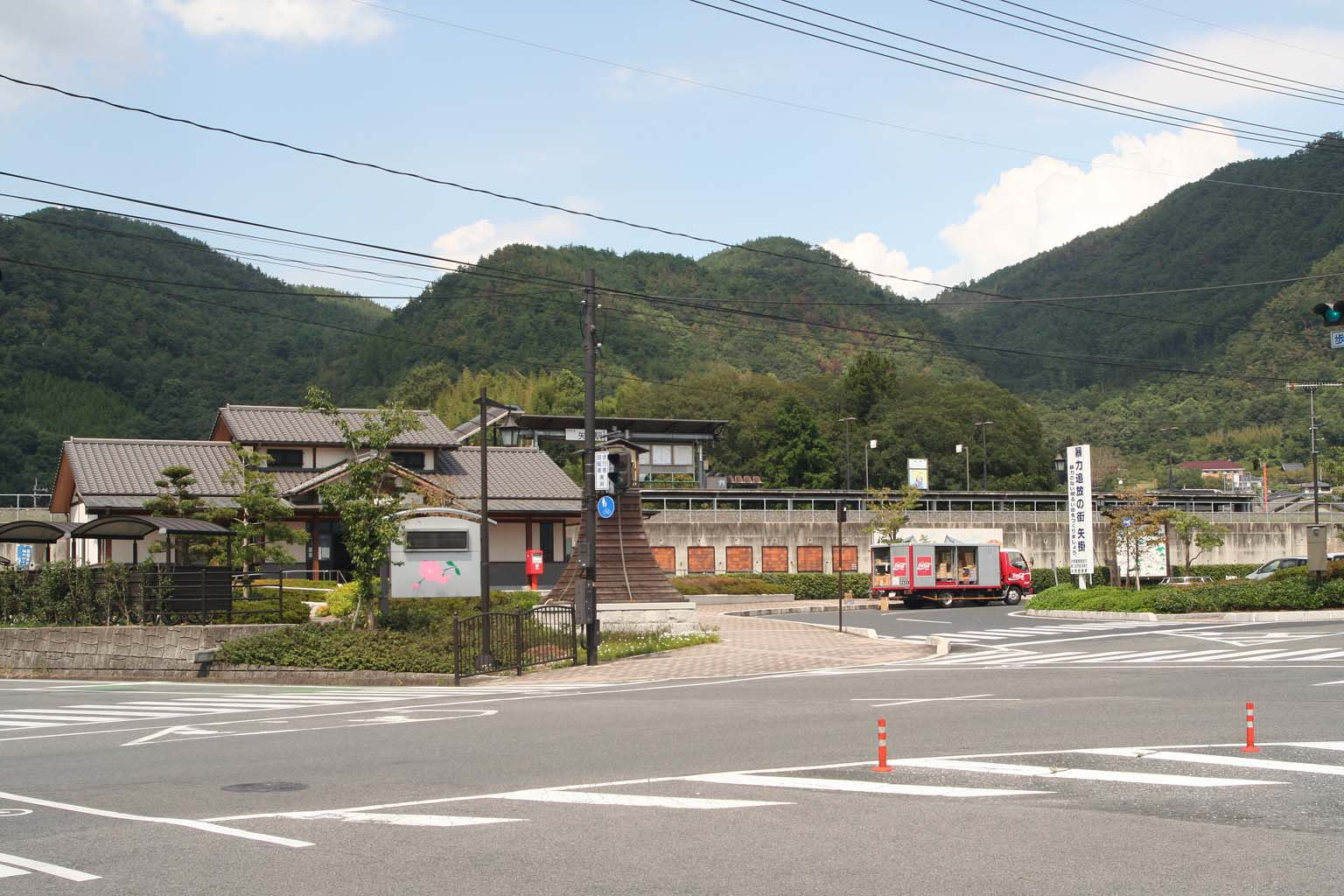
井原鉄道 矢掛駅
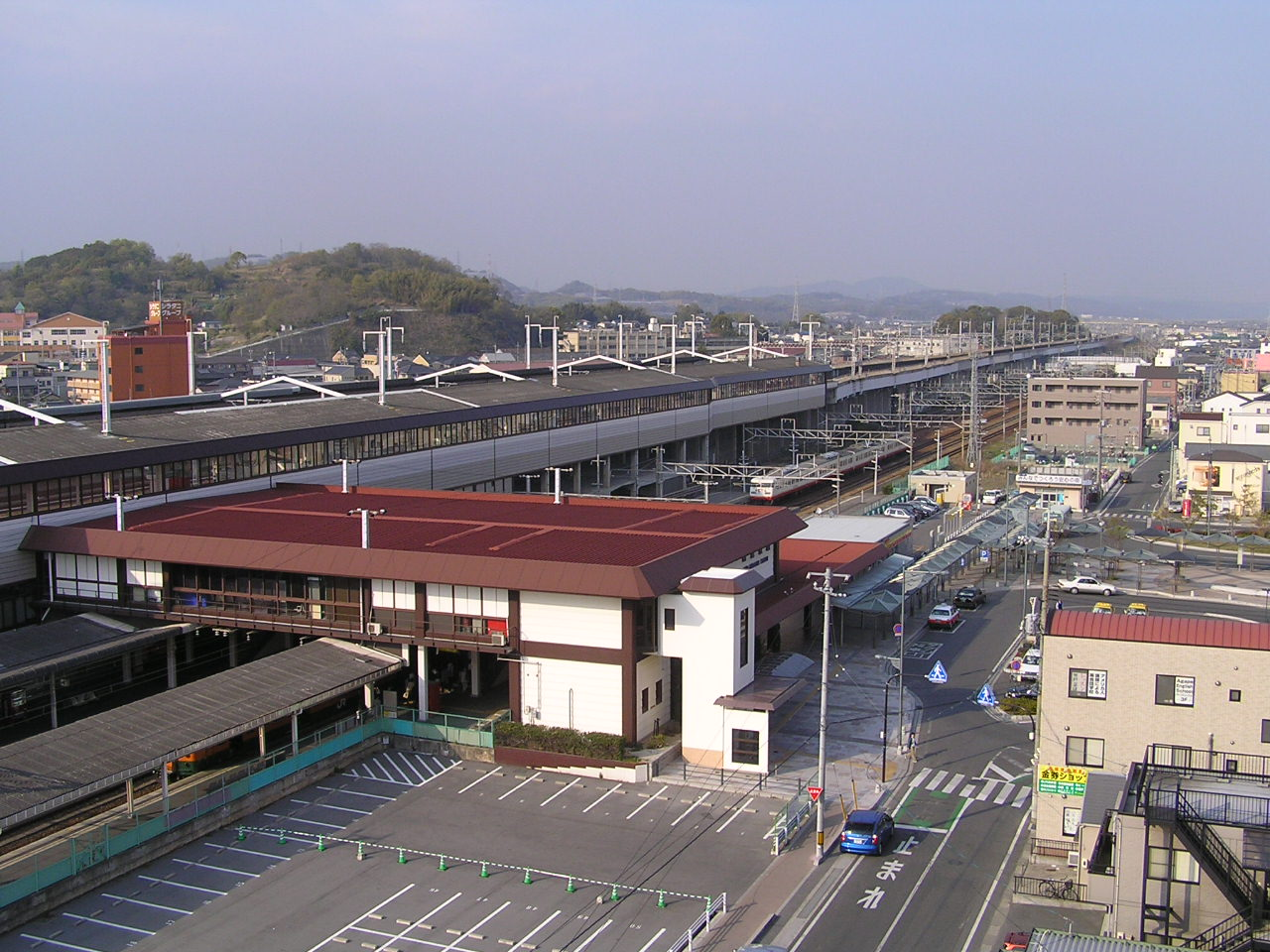
新倉敷駅南口

### 最終期まで乗り入れていた主要駅、バスのりば

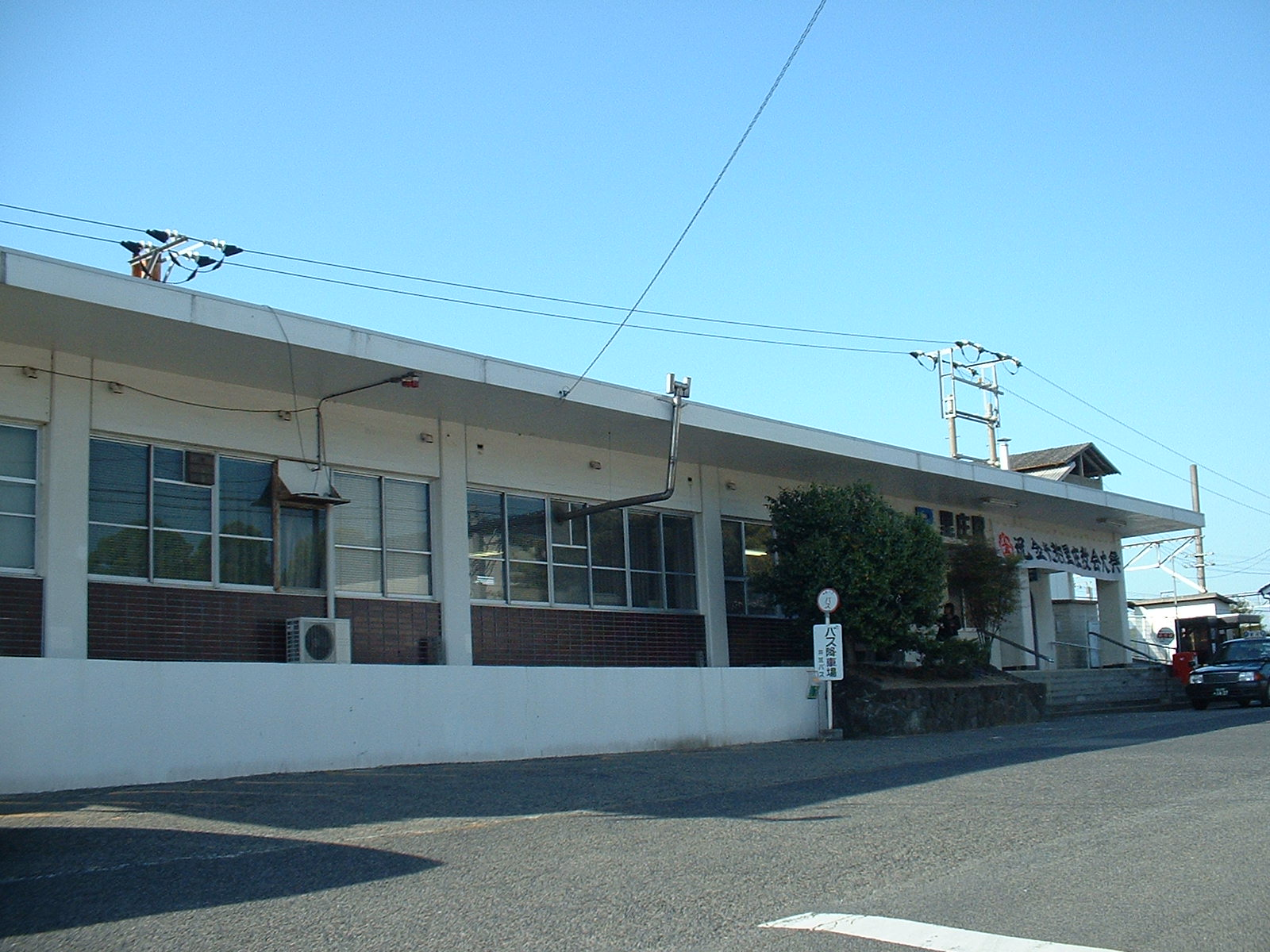
里庄駅
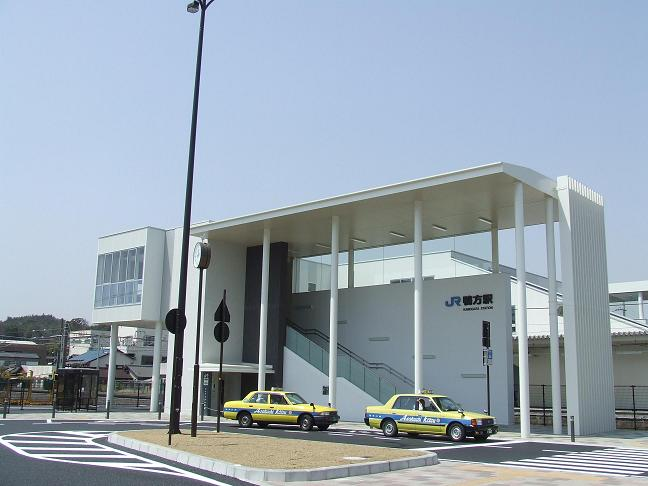
鴨方駅
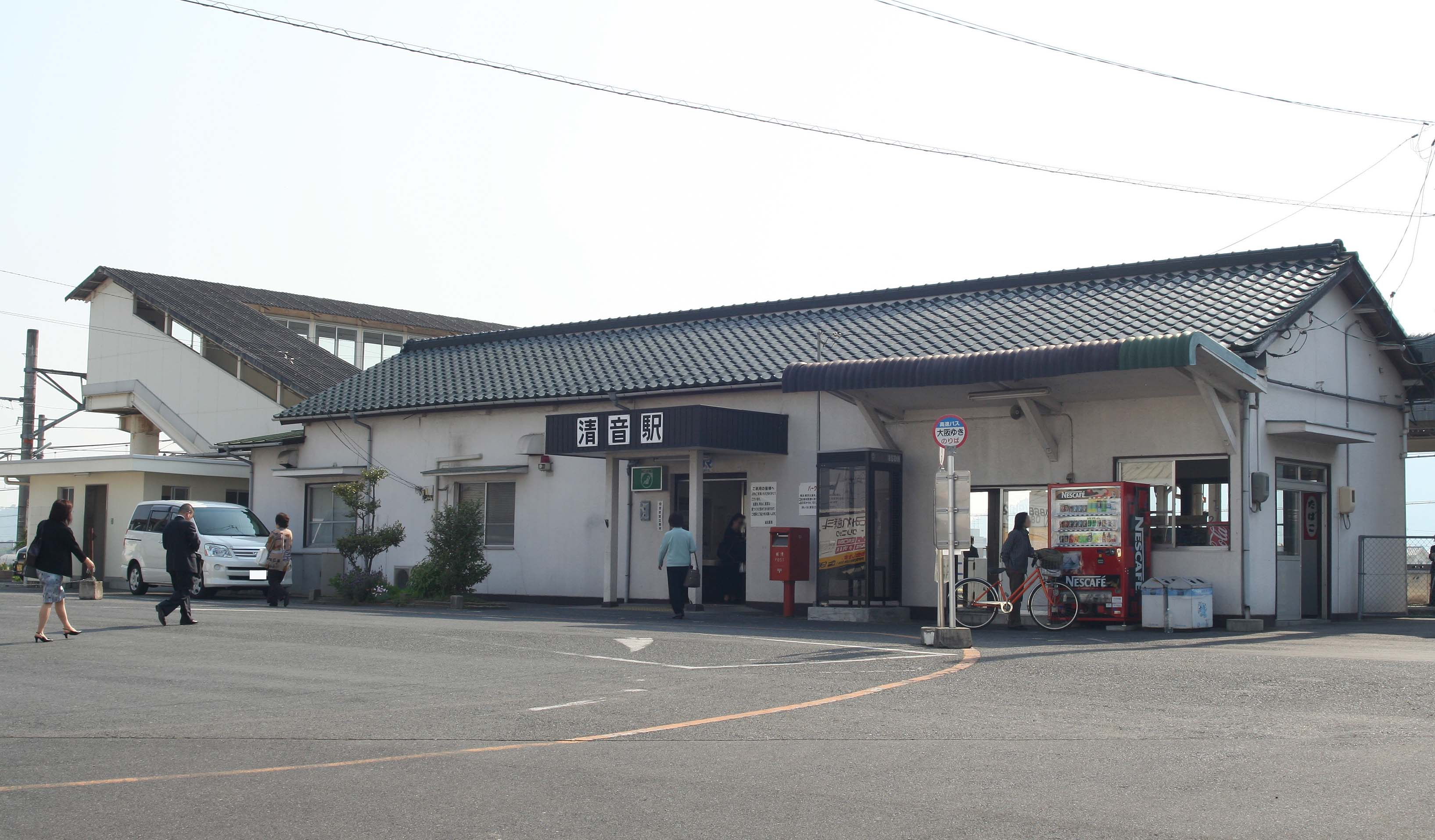
清音駅
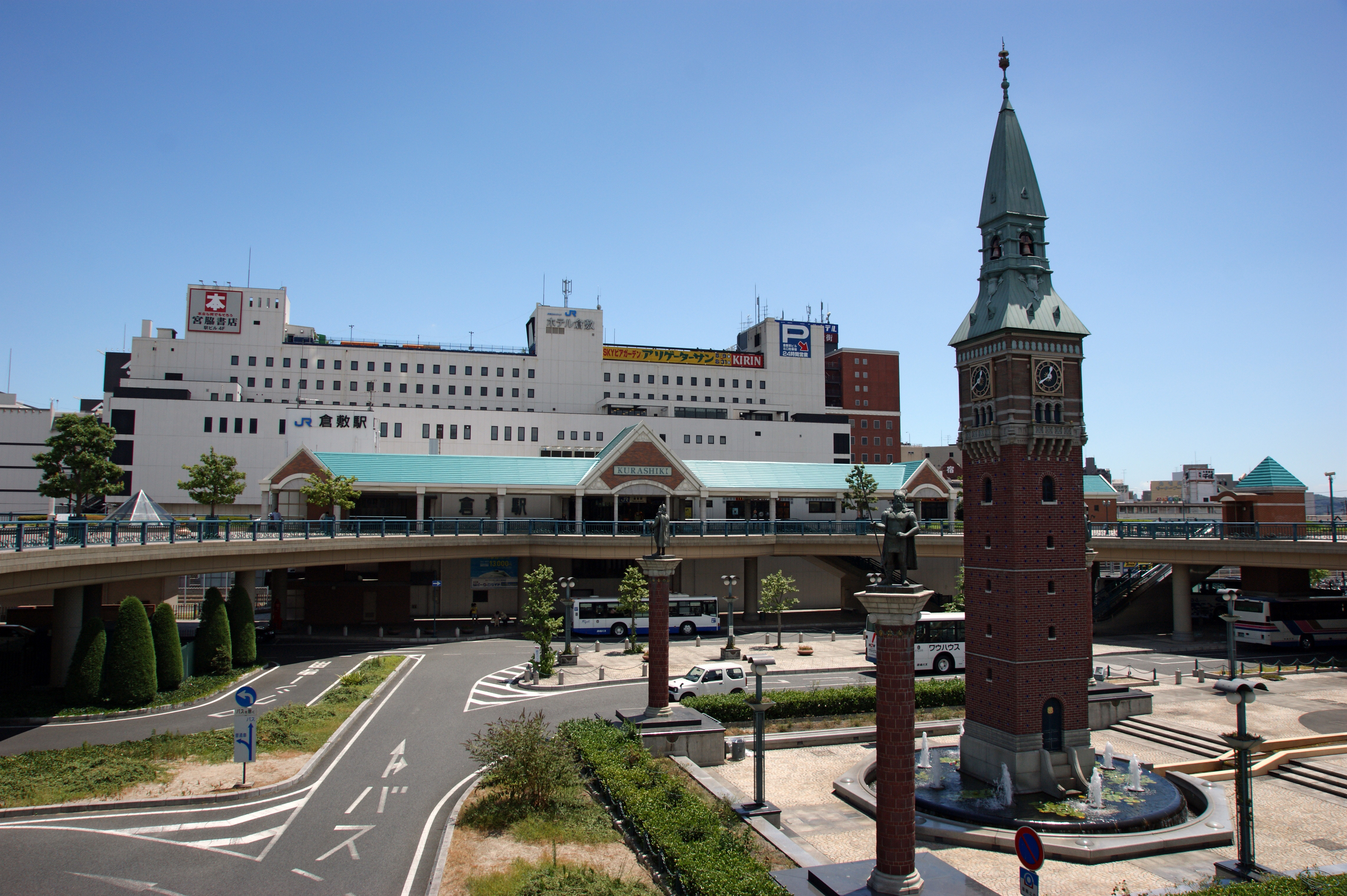
倉敷駅北口

広島県福山市
- 福山駅前バスターミナル
最も路線数の多い当社の事実上の中心ターミナル。
- 藪路住宅前
- フジグラン神辺前

岡山県笠岡市
- 笠岡駅
笠岡バスセンターから集約された。

岡山県井原市
- 井原バスセンター
旧井笠鉄道・井原駅、井笠鉄道が自社で最後まで保有していたターミナル。現在は井原市が保有し、北振バスが指定管理者となっている。かつて井笠鉄道の子会社だった北振バスと備北バスの一部路線も乗り入れる。路線数の減少により改築前ののりばの一部はバスの待機場に使われていた。
2015年に全面改築され、のりば1ヶ所、降車場2か所となり、専用の待機スペースが新設された他、井笠バスカンパニー笠岡営業所井原車庫も所在する。
- 井原鉄道井原駅

岡山県小田郡矢掛町
- 矢掛バスセンター
旧井笠鉄道・矢掛駅。井原鉄道矢掛駅とは離れた位置にあるが、現在でも「矢掛駅」の看板を掲示してあり、地元ではこちらをその呼称を使う人がいる。
※井笠バスカンパニー発足後、同社運行便は「東川面」の名称でバス停扱いで乗り入れている。
- 井原鉄道矢掛駅

岡山県倉敷市
- 新倉敷駅
- 玉島中央町（旧・玉島バスセンター）

- 里庄駅
- 鴨方駅
- 清音駅
- 倉敷駅北口
- 寄島バスセンター（寄島車庫）

- 里庄駅
- 鴨方駅
- 清音駅
- 倉敷駅北口

### 過去に乗り入れていた主要駅、バス乗り場

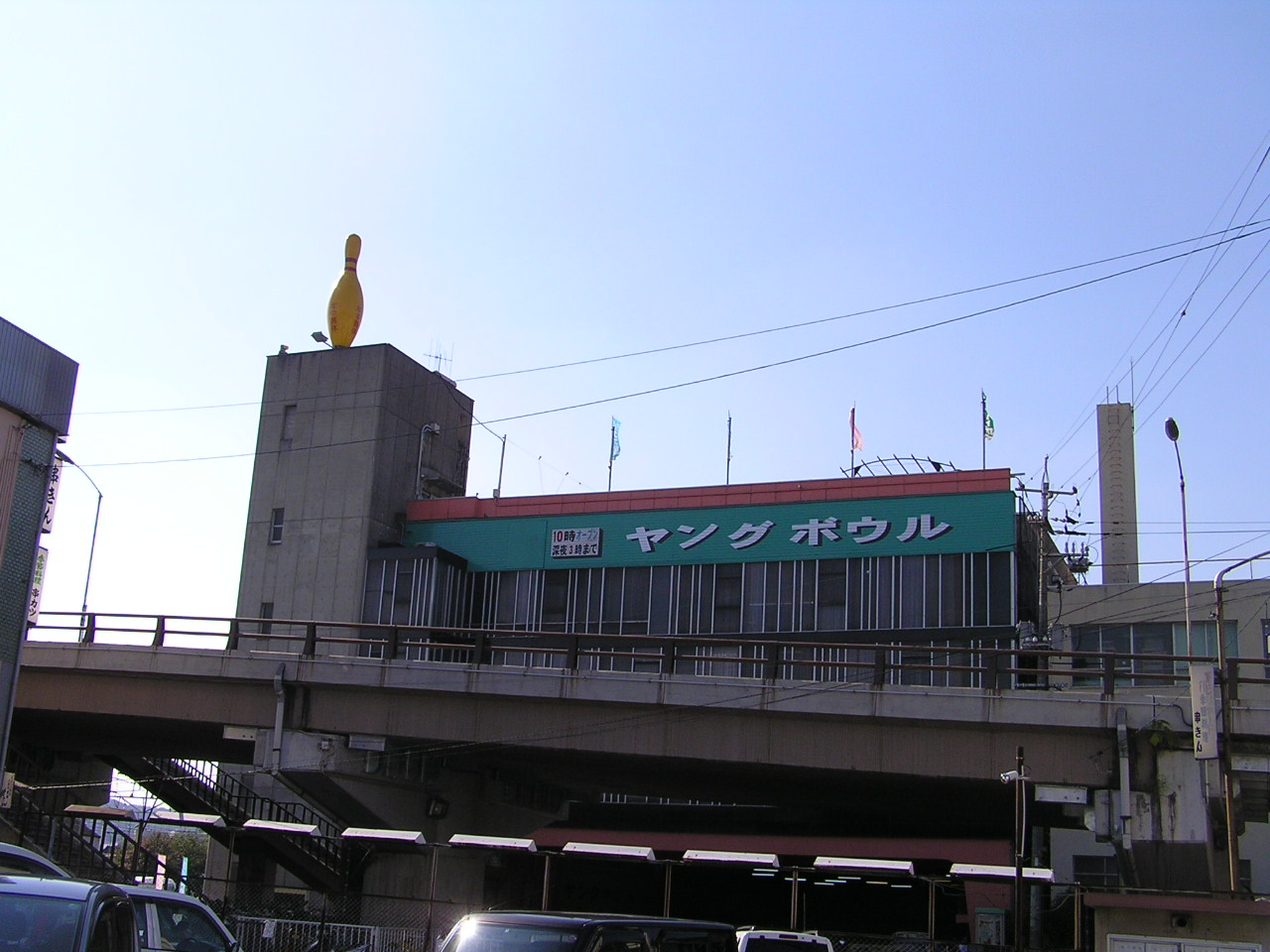
笠岡バスセンター
笠岡バスセンターは笠岡駅前に集約されて廃止になり、跡地は笠岡ヤングボウル（休業中のボウリング場、旧井笠ボウル）の駐車場になっていた。路面には昔の乗り場の痕跡が残っていたが、建物は2017年5月に解体され、駐車場となっている。
岡山駅
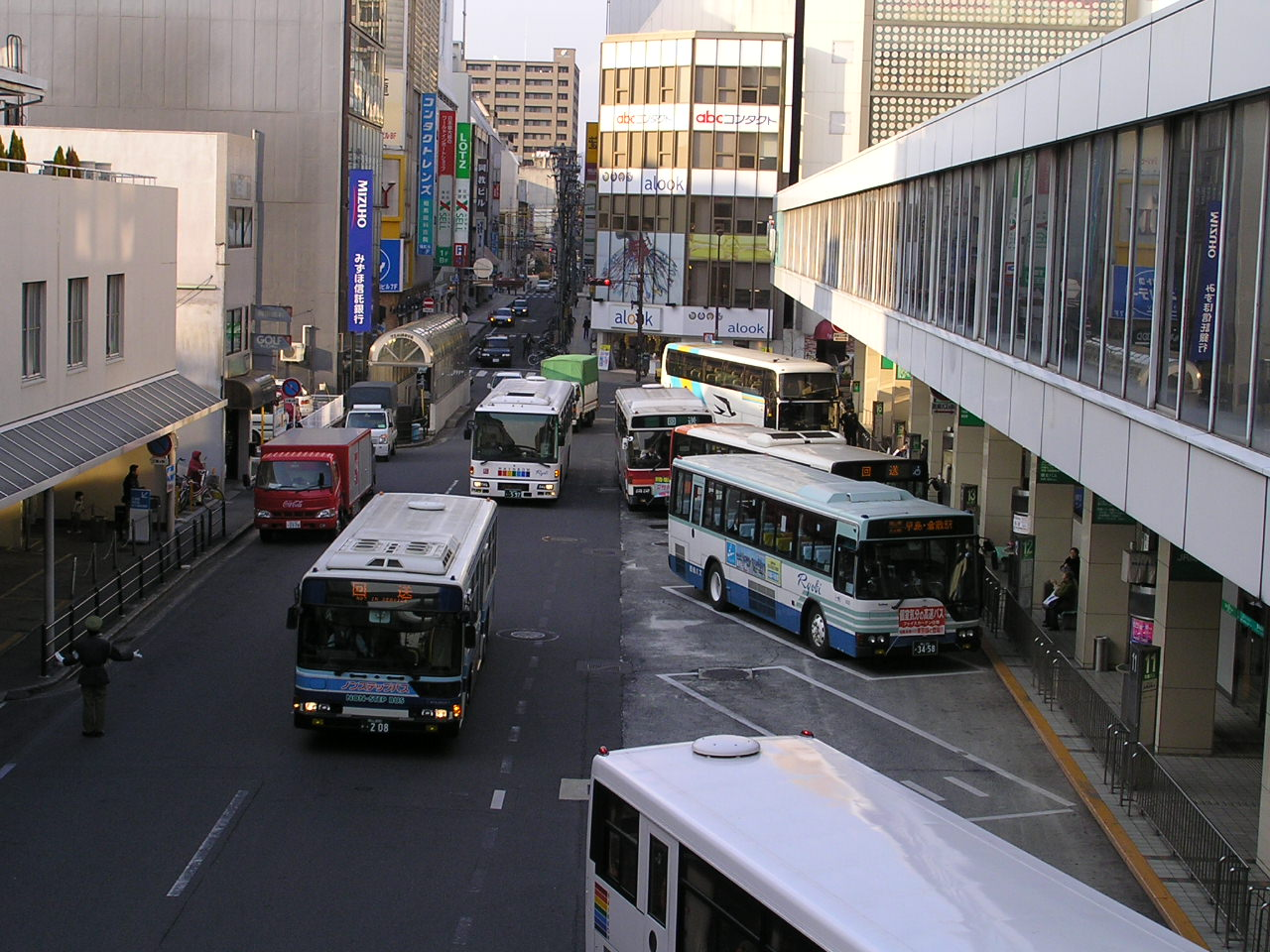
天満屋バスセンター
川崎医科大学
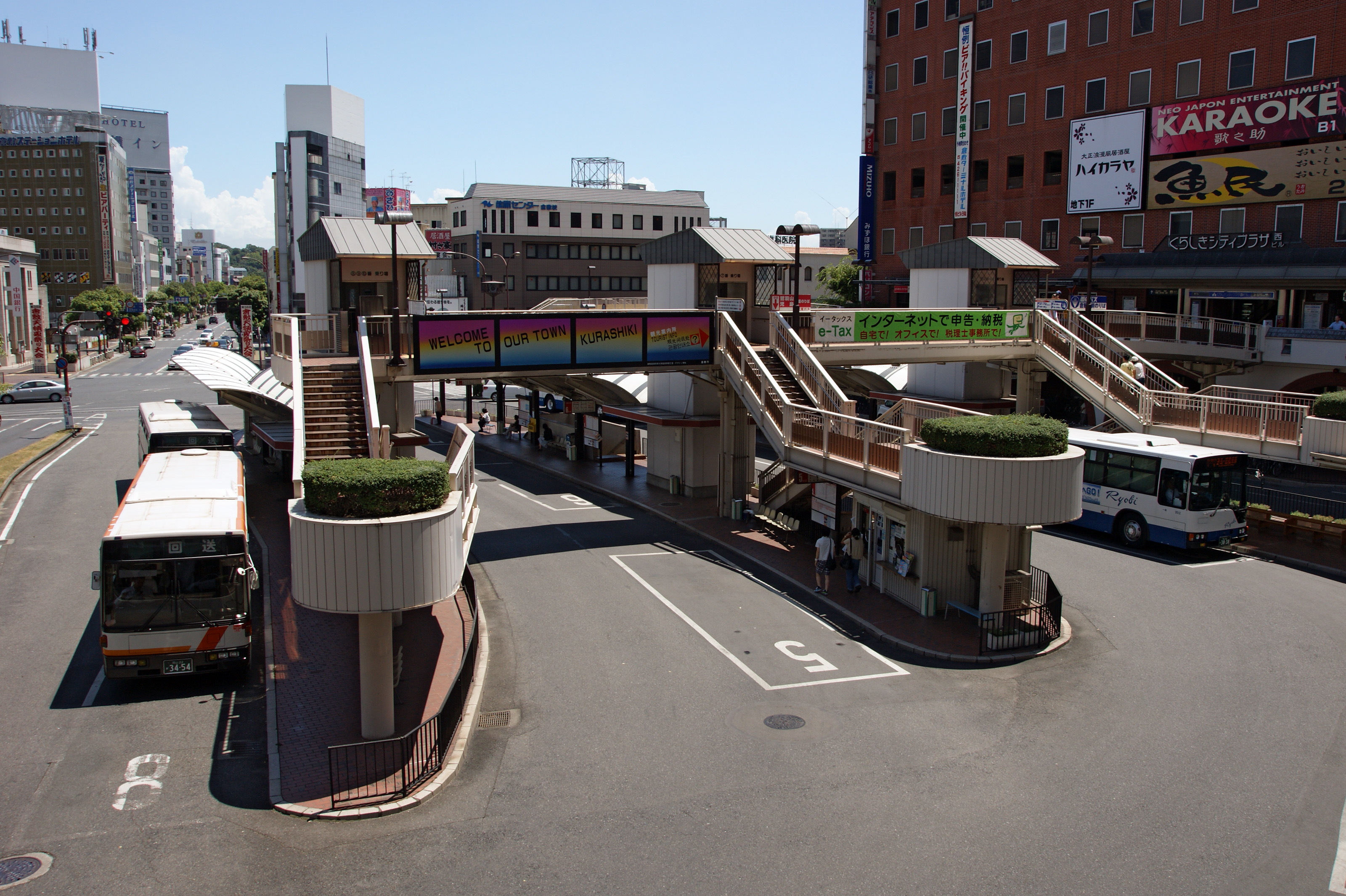
倉敷駅南口
1997年7月に倉敷駅北口へ乗り場移転。
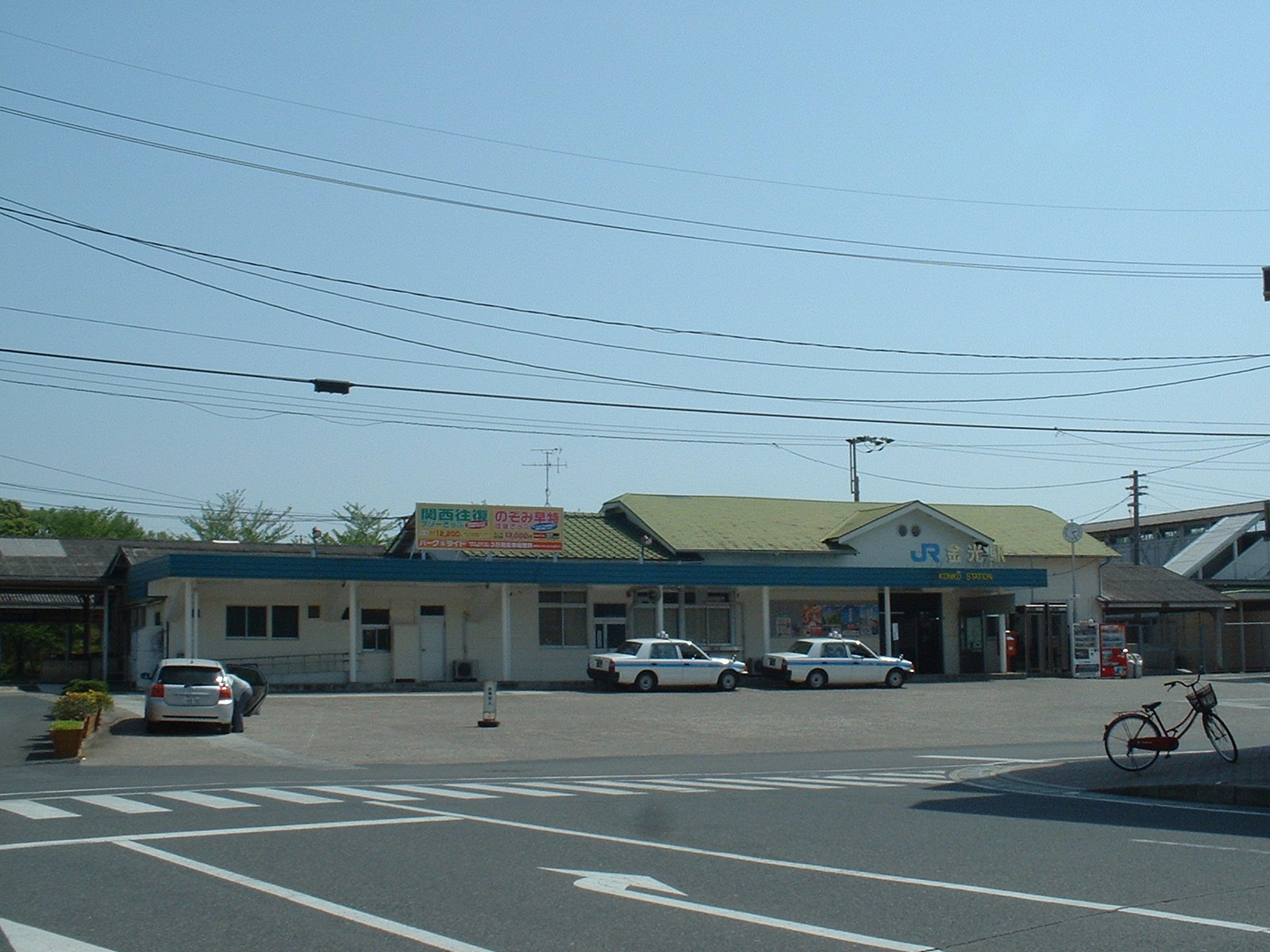
金光駅
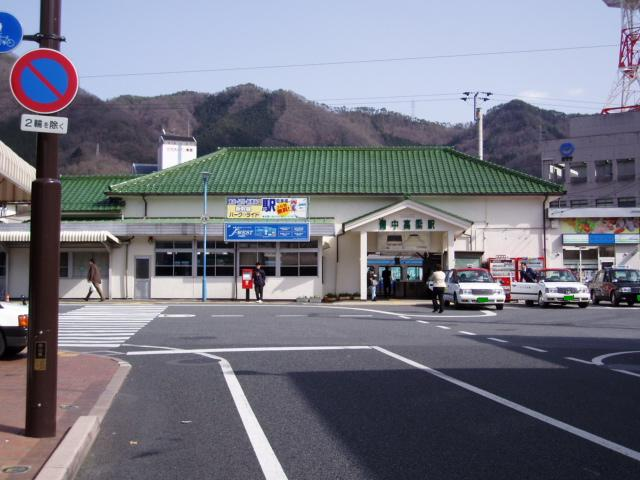
備中高梁駅
「矢掛 - 備中高梁線」は系列の北振バスに路線を移管したが、北振バスも2004年9月30日で路線廃止した[注 2]。
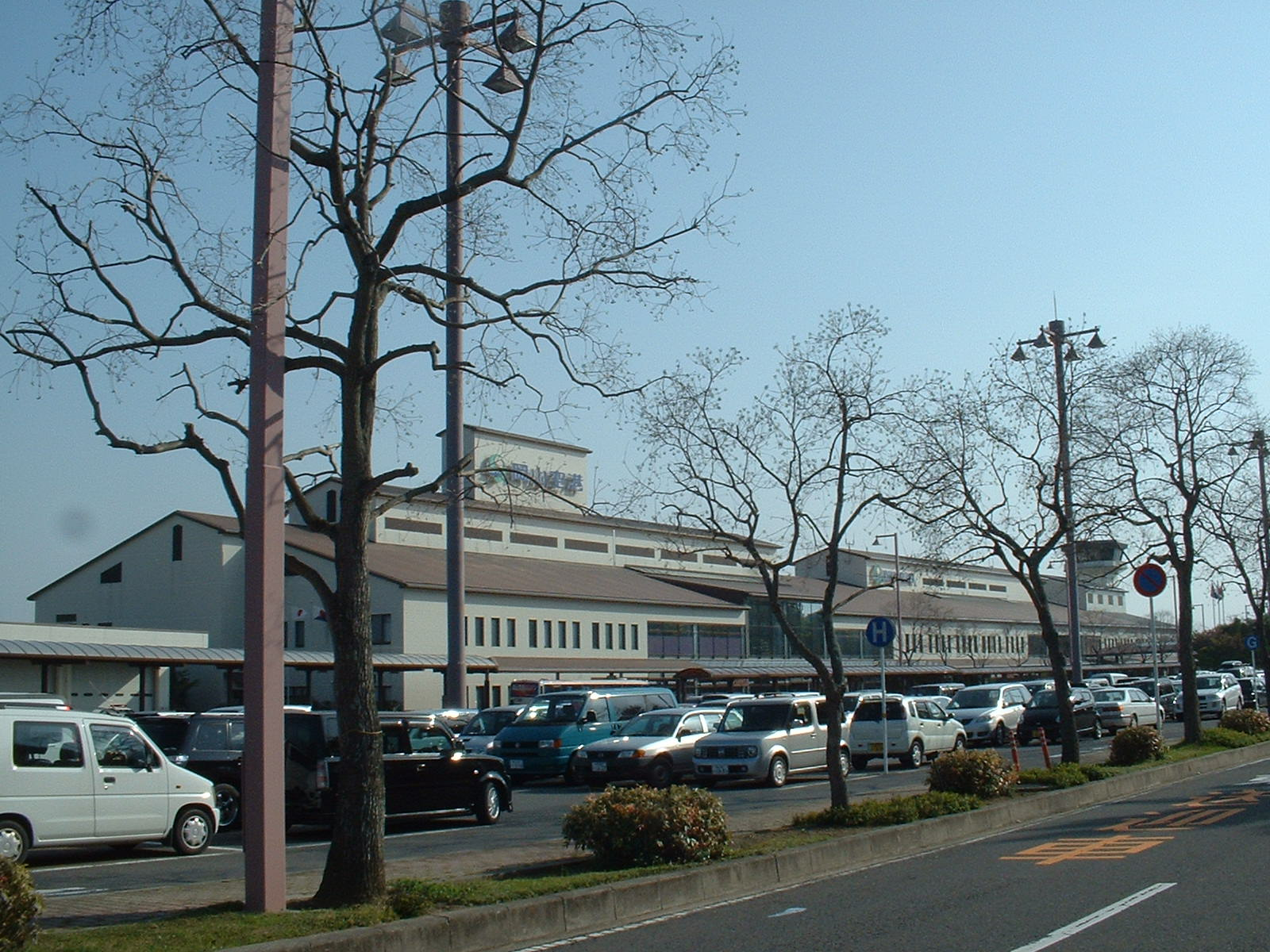
岡山空港
ももっちライナーが乗り入れていた。

- 旧笠岡バスセンター
- 岡山駅東口
- 天満屋バスセンター
- 川崎医科大学
- 倉敷駅南口バスターミナル
- 金光駅
- 備中高梁駅旧駅舎
- 岡山空港

## 路線

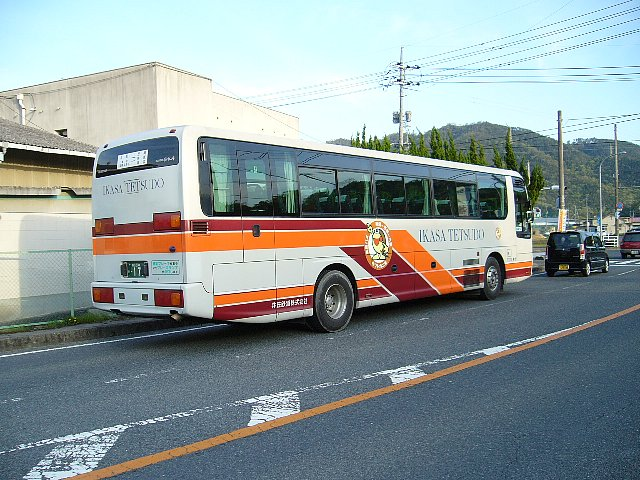
高速バス「カブトガニ号」

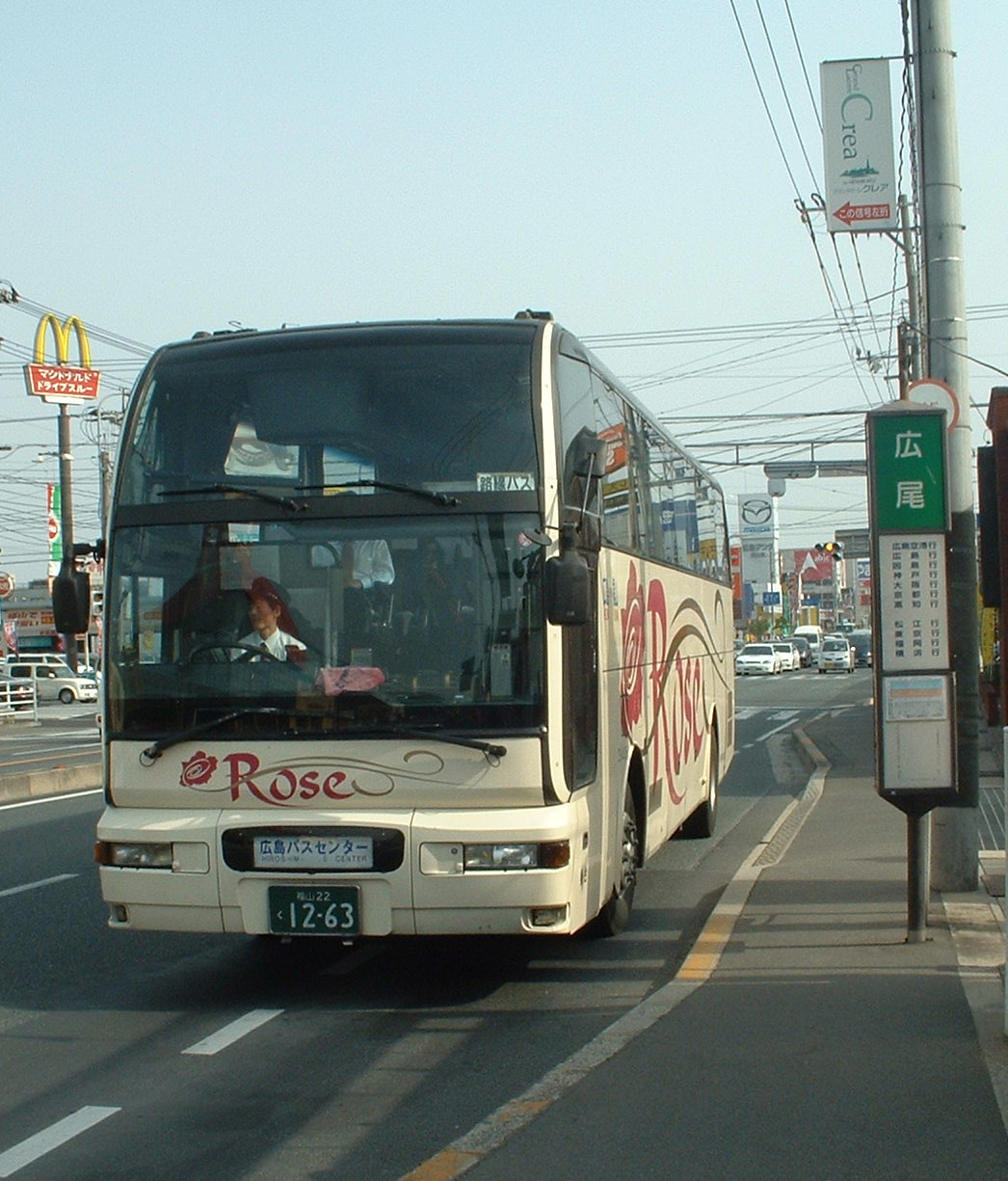
高速バス「ローズライナー」

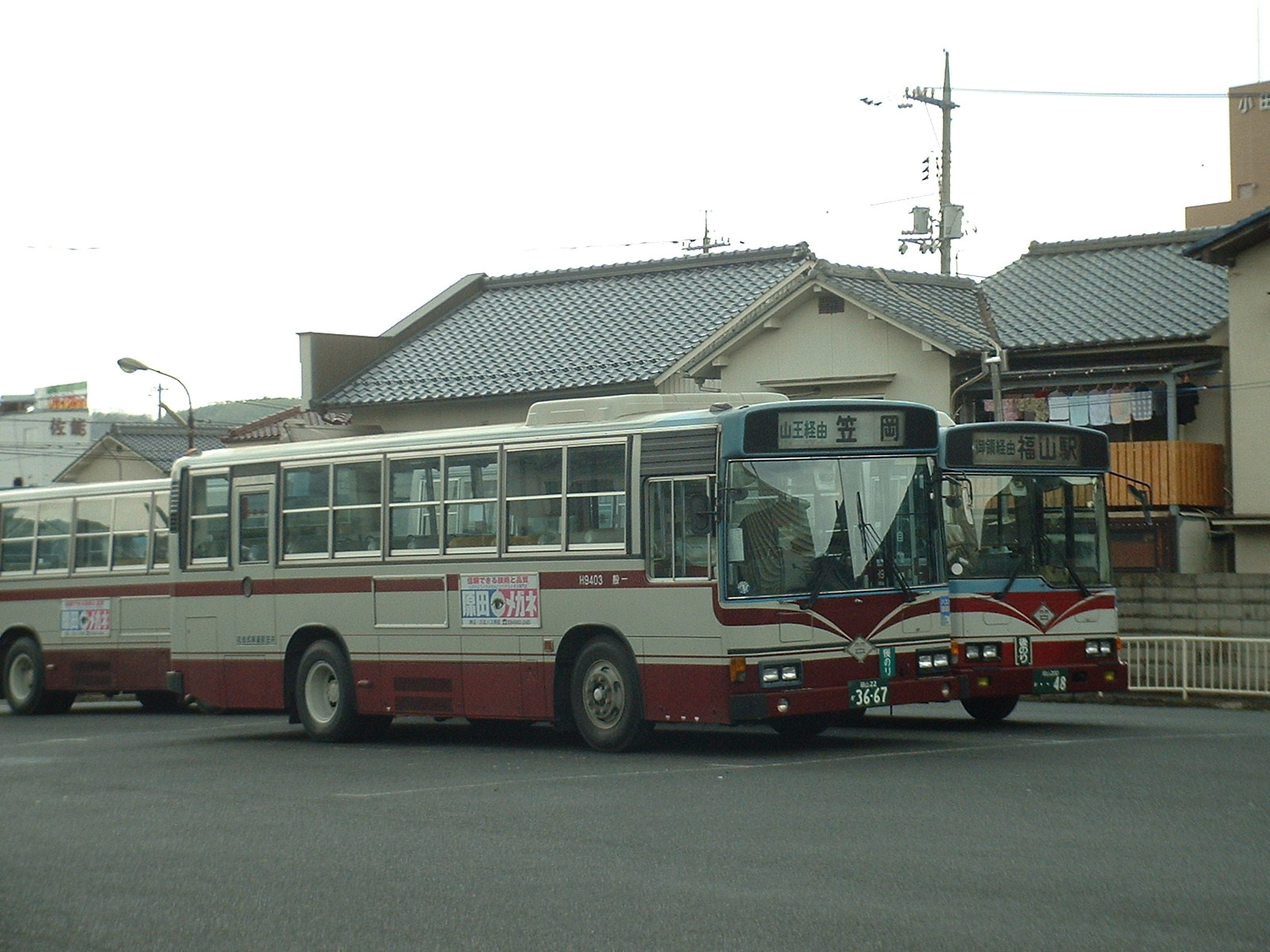
一般路線バス

〈〉内は共同運行会社

### 高速バス

#### 最終期まで運行された路線
- カブトガニ号
  - 神辺支所前 - 大阪上本町駅・USJ
  - 当路線のみ中国バス井笠バスカンパニーではなく、中国バス本体へ移管。ただし、車両は井笠バスカンパニー所属のものを使用。
- ローズライナー 〈中国バス、鞆鉄道、広島交通〉
  - 福山駅前 - 広島バスセンター・広島駅前
- リードライナー 〈中国バス、広島交通〉
  - 平成大学 - 広島バスセンター
    - 以上2路線については、暫定運行終了後に中国バス本体の運行に一本化された。また、中国バス公式ウェブサイトには井笠バスカンパニー福山営業所も問い合わせ先として記載されている。

#### 2011年以前まで運行されていた路線
- ももっちライナー 〈中国バス、両備バス〉
  - 福山駅前 - 天満屋バスステーション・岡山空港・レスパール藤ヶ鳴

### 一般
- この情報は特記なければ2012年10月31日のバス事業最終日現在のものである。
- （停留所名）は一部の便のみ停車。《停留所名/停留所名》はどちらかを経由。

#### 広域
大門 - 茂平工業団地線
- 大門 - 宮の前 - 茂平工業団地
  - 日曜日運休。

福山 - 国道 - 茂平車庫・コムプラザ笠岡線
- 福山駅前 - 新橋 - 千間土手東 - 東福山駅口 - 伊勢丘団地入口 - 大門駅口 - 茂平入口 - 茂平車庫
- 福山駅前 - 新橋 - 千間土手東 - 東福山駅口 - 伊勢丘団地入口 - 大門駅口 - 茂平入口 - 笠岡市民病院前 - 笠岡港 - 富岡 - コムプラザ笠岡

福山 - 笠岡・篠坂線
- 福山駅前 - 奈良津 - 広尾 - （日吉台団地） - 培遠中学校前 - （春日池ニュータウン） - （東陽台上） - 坪生 - 篠坂 - 金浦中学校入口 - 笠岡市民病院前 - 笠岡駅前
  - 日吉台団地・春日池ニュータウン・東陽台上は篠坂発着便のみ経由。

福山 - 御領 - 井原線
- 福山駅前 - 奈良津 - 薮路住宅前 - 横尾駅前 - 神辺駅前 - 御野学校前 - 高屋 - 井原駅 - 井原バスセンター （- 興譲館高校）
  - 一日29往復運行（内一往復のみ興譲館高校発着）されている、井笠鉄道で一番本数の多い路線。一年間有効の通学定期の大半がこの路線の区間のものである。

#### 岡山県
新倉敷駅 - 玉島中央町 - 沙美 - 寄島線
- 新倉敷駅 - 玉島中央町 - 玉島西中入口 - 沙美 - 寄島
  - 共同運行ではないが、新倉敷駅 - 玉島中央町間には両備バスも並行して走っている。

鴨方 - 仁故循環線
- 鴨方駅前 - 天草 - 緑ヶ丘団地 - 指田 - 仁故 - 長谷上 - 鴨方本町 - 天草 - 鴨方駅前
  - 平日のみ運行。上記は右回り。左回りは文末方向から順番にとまる。

寄島 - 鴨方循環線
- 寄島車庫 - 西六 - 山陽高校前 - （天満屋鴨方店） - 鴨方駅前 - 天草 - （天満屋鴨方店） - 鴨方駅南口 - 四条原 - 寄島車庫
  - 上記は右回り。左回りは文末方向から順番にとまる。

里庄 - 寄島線
- 里庄駅前 - 西六 - 寄島車庫

里庄 - 分庁舎線
- 里庄駅前 - 富岡 - 分庁舎前
  - 平日一日一往復のみ運行。

笠岡 - 乗時・寄島線
- 笠岡駅前 - 笠岡港 - 富岡 - 大島小学校前 - 竹田 - 乗時 - 寄島
  - 日曜日・祝日運休。

- 笠岡駅前 → 笠岡港 → 笠岡市民会館前 → 大島小学校前 → 竹田 → 乗時 → 正頭 → 大島小学校前 → 笠岡市民会館前 → 笠岡港 → 笠岡駅前
  - 日曜日・祝日運休。右回りのみ運行。

笠岡 - 今井循環線
- 笠岡駅前 - 笠高入口 - 今井小学校 - 富岡 - 笠岡港 - 笠岡駅前
  - 上記は西回り。東回りは文末方向から順番にとまる。西回りは日曜日・祝日運休。東回りは平日のみ運行。

笠岡 - 大井ハイランド・尾坂・矢掛線
- 笠岡駅前 - 追分 - （大井ハイランド） - 吉田 - 尾坂上
- （笠岡市民病院前 -） 笠岡駅前 - 追分 - 吉田 - 新山 - 小田中 - 矢掛（- 矢掛駅）

笠岡 - 井原線
- （笠岡市民病院前 -） 笠岡駅前 - 追分 - 《七日市/山王口》 - 井原駅 - 井原バスセンター （- 興譲館高校）

笠岡 - 広東線
- 笠岡駅前 - 笠岡市民病院前 - 大井ハイランド西口 - 入田入口 - 上篠坂 - 広東

笠岡 - 総合スポーツ公園 - 城見台団地 - 笠岡線
- 笠岡駅前 - 笠岡市民病院前 - 総合スポーツ公園前 - 茂平東 - 城見台団地 - 生江浜 - 笠岡市民病院前 - 笠岡駅前
  - 上記は右回り。左回りは文末方向から順番にとまる。

笠岡 - 市民会館 - 外浦 - 寺間 - 笠岡線
- 笠岡駅前 - 笠岡港 - 笠岡市民会館前 - カブトガニ博物館前 - 中村口 - 外浦 - 寺間排水機場 - 中村口 - カブトガニ博物館前 - 笠岡市民会館前 - 笠岡港 - 笠岡駅前

笠岡 - 市民会館 - 見崎 - 外浦 - 笠岡線
- 笠岡駅前 - 笠岡港 - 笠岡市民会館前 - カブトガニ博物館前 - 中村口 - 寺間排水機場 - 見崎 - 寺間排水機場 - 外浦 - 中村口 - カブトガニ博物館前 - 笠岡市民会館前 - 笠岡港 - 笠岡駅前

矢掛 - 清音駅 - 倉敷駅北口線
- 矢掛（やかげ） - 矢掛東町 - 呉妹（くれせ） - 備中箭田（びっちゅうやた） - 清音駅 - 古地 - 備中黒田 - 酒津口 - 倉敷駅北口
  - この路線、元々は井原 - 矢掛 - 清音駅 - 倉敷駅 - 岡山（天満屋バスステーション）間の特急バス路線であったが、路線再編で、矢掛 - 清音駅 - 倉敷駅北口間（旧中国JRバス両備線の区間）のみの運行になった。

#### 広島県
福山自動車営業所担当便でバスカードが利用可能となるのは、笠岡自動車営業所担当路線より遅れた。このため、福山車の導入前は、福山・笠岡（統合前の井原・寄島営業所を含む）の両方が担当する路線だと、福山担当便だけバスカードが利用できないという現象が生じていた。
福山市北方の山野地区については、福山駅との直通運転を取り止め、途中停留所（中国中央病院ほか）で乗り換えるゾーンバス制度が導入された。
福山 - 中条 - 三谷線
- 福山駅前 - 奈良津 - 薮路住宅前 - 横尾駅前 - 神辺駅前 - 中条 - 三谷

新橋 - 福山 - 横尾 - 中国中央病院線
- 新橋 - 福山駅前 - 奈良津 - 薮路住宅前 - 横尾駅前 - 森脇 - 中国中央病院（平成大学）
  - 平日のみ運行。

福山 - 春日池ニュータウン線
- 新橋 - 福山駅前 - 奈良津 - 広尾 - 福山市民病院 - 日吉台団地 - 培遠中学校前 - 春日池ニュータウン

福山 - 東深津 - 伊勢丘 - 坪生線
- 福山駅前 - 東深津 - 東福山駅北口 - 広大附属校前 - 高屋団地 - 坪生

福山 - 奈良津 - 福山市民病院 - 神辺 - 坪生線
- 福山駅前 - 奈良津 - 広尾 - 福山市民病院 - 神辺駅前 - 坪生
  - 日曜日・祝日運休。

福山 - 国道 - 福山市民病院 - 加茂芦原団地線
- 福山駅前 - 新橋 - 千間土手東 - 広尾 - 福山市民病院  - 道上 - 東城別 - 芦原 - 芦原団地

福山 - 宮の前線
- 福山駅前 - 新橋 - 千間土手東 - 東福山駅口 - 伊勢丘団地入口 - 大門 - 宮の前（循環）

福山 - 東福山線
- 福山駅前 - 新橋 - 千間土手東 - 東福山駅

PASPYリーダー装備車は、PASPY定期券発行対象の下記路線に優先使用された。
福山 - 国道 - 福山市民病院 - 中国中央病院線
- 福山駅前 - 新橋 - 千間土手東 - 広尾 - 福山市民病院 - フジグラン前 - 中国中央病院（平成大学）

福山 - 幕山団地・大谷台団地 - 福山線
- 福山駅前 - 新橋 - 千間土手東 - 東福山駅口 - 広大附属校前 - 高屋団地 - 幕山口 - 幕山団地（循環）
  - 路線廃止により2013年10月より中国バス単独運行。

- 福山駅前 - 新橋 - 千間土手東 - 東福山駅口 - 《高屋団地/伊勢丘団地入口》 - 幕山口 - 東陽台上 - 大谷台小学校 - 大谷台団地入口（循環）
  - 路線廃止により2013年10月より中国バス単独運行。

- 福山駅前 - 新橋 - 千間土手東 - 東福山駅口 - 高屋団地 - 幕山口 - 大門高校前 - 幕山団地中（循環）

福山 - 千間土手東 - 東福山駅口 - 旭ヶ丘団地線
- 福山駅前 - 新橋 - 千間土手東 - 東福山駅口 - 引野農協 - 旭ヶ丘団地下 - 四十分団地 - 引野農協 - 東福山駅口 - 千間土手東 - 新橋 - 福山駅前
  - 共同運行会社の中国バスは当初同一経路だったが、その後手城・引野口経由に変更され、共通定期券の発行区間が縮小されていた。

まわローズ（福山市内中心部循環路線）2009年2月21日運行開始（バスカードは利用不可だった）
- （青ルート）福山駅北口 → 伏見町 →  入船町 → 東警察署前 → 三吉町南 → すこやかセンター前 → 新橋 → リーデンローズ入口 → ばら公園前 → 霞町 → 市役所東 → 福山駅前 → 市役所北 → ロッツ前
- （赤ルート）は運行なし
  - 中国バス、鞆鉄道と共同運行。1乗車につきおとな（中学生以上）150円、こども（小学生）80円

### コミュニティバス（受託運行）
- 井原あいあいバス（岡山県井原市）
- 真備さいくるバス（岡山県倉敷市真備町）
- 浅口ふれあい号（岡山県浅口市）

### 臨時
- 笠岡駅 - 岡山県笠岡陸上競技場
  - JFL（サッカー）の三菱自動車水島FCがホームとなる試合開催日のみ運行。

## 往復割引運賃
以下の区間を往復する場合、往復割引運賃があった。
- 笠岡駅前 - 井原バスセンター間。片道580円、往復930円（笠岡駅前案内所と井原バスセンターのみで販売。車内販売はなし）。
- 福山駅前 - 井原バスセンター間。片道610円、往復980円（福山駅前案内所と井原バスセンターのみで販売。車内販売はなし）。

## 車両
いすゞ車を中心に、日野、三菱ふそうの車両を使用していた。
オートマチック車の導入も早く、いすゞEC/ED系でも多くのオートマチック (AT) 仕様の車両が導入されて、その車両のフロント部分には "AUTOMATIC" のエンブレムが付いていた。
またモノコックバスも比較的後年まで生き残っており、廃車後も車庫（笠岡自動車営業所）に留置されて部品取りなどに活用されていたが、モノコック車の全車退役後は用途を失い、片付けられた。
近年では、バス路線代替の乗合タクシー（予約制）用に日産・キャラバンジャンボタクシーや日産・セドリックタクシーなどの乗用車も導入されていた。
- いすゞEDM
（富士重3E架装）
Z8103号車 
K-ECM430 
AUTOMATIC車
- いすゞEDM 
（川重車体架装）
Z8104号車 
K-ECM430 
AUTOMATIC車

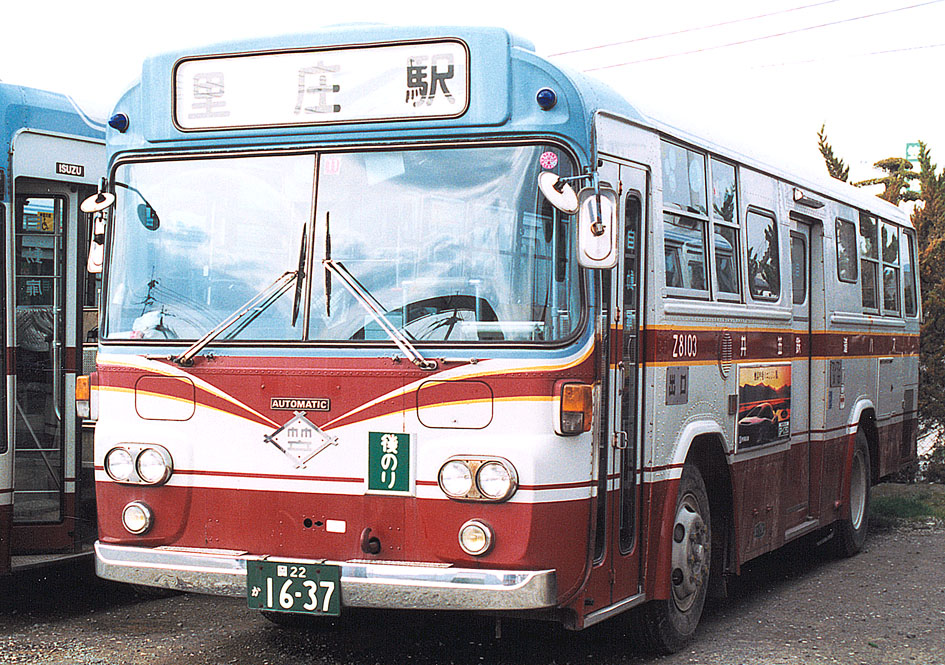
いすゞキュービックLT Z8504号車
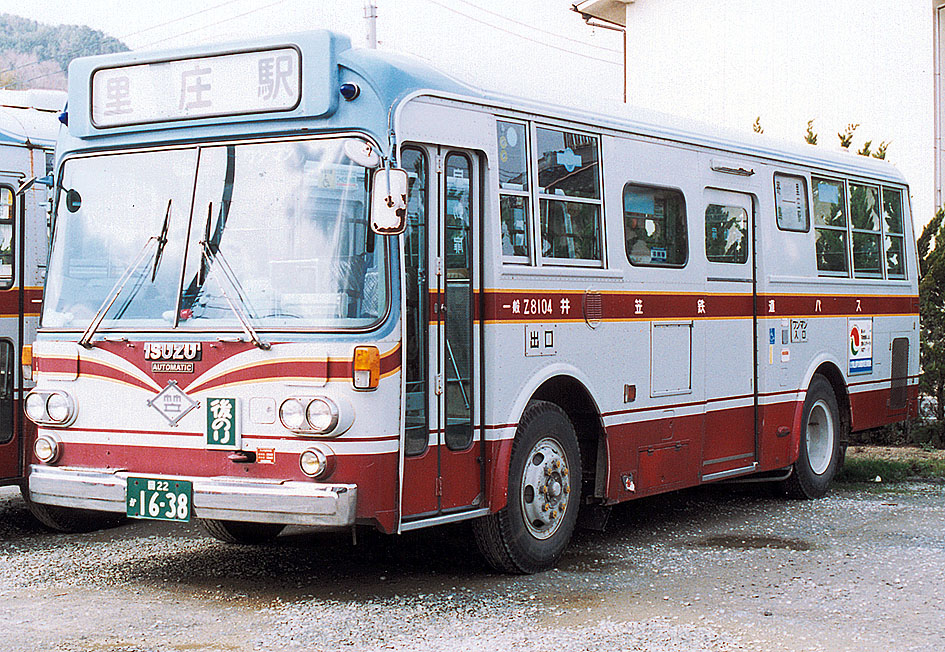
いすゞEDM （川重車体架装） Z8104号車 K-ECM430 AUTOMATIC車
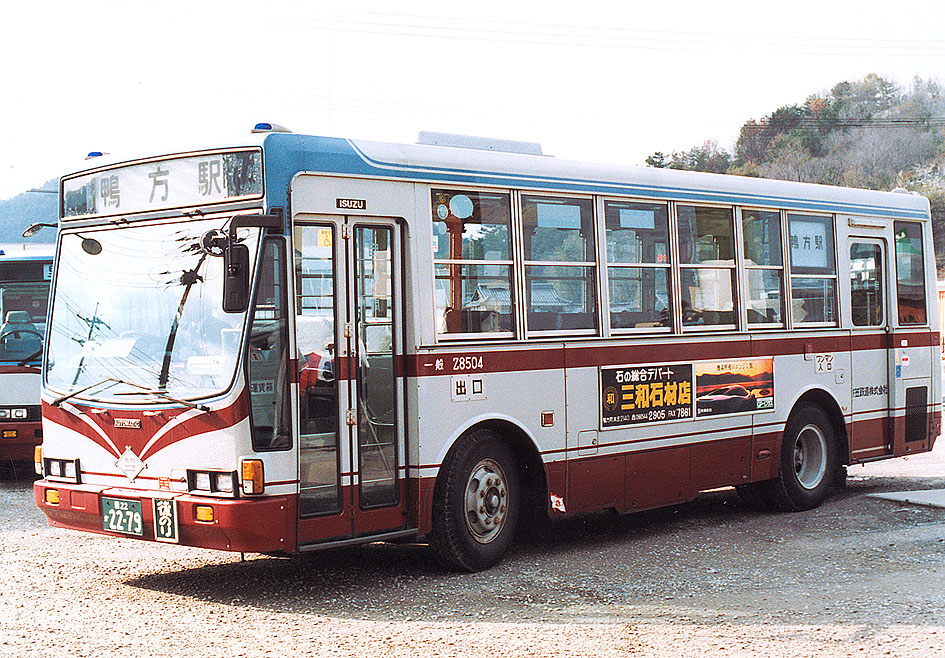
いすゞキュービックLT Z8504号車 P-LT312J AUTOMATIC車
P-LT312J 
AUTOMATIC車
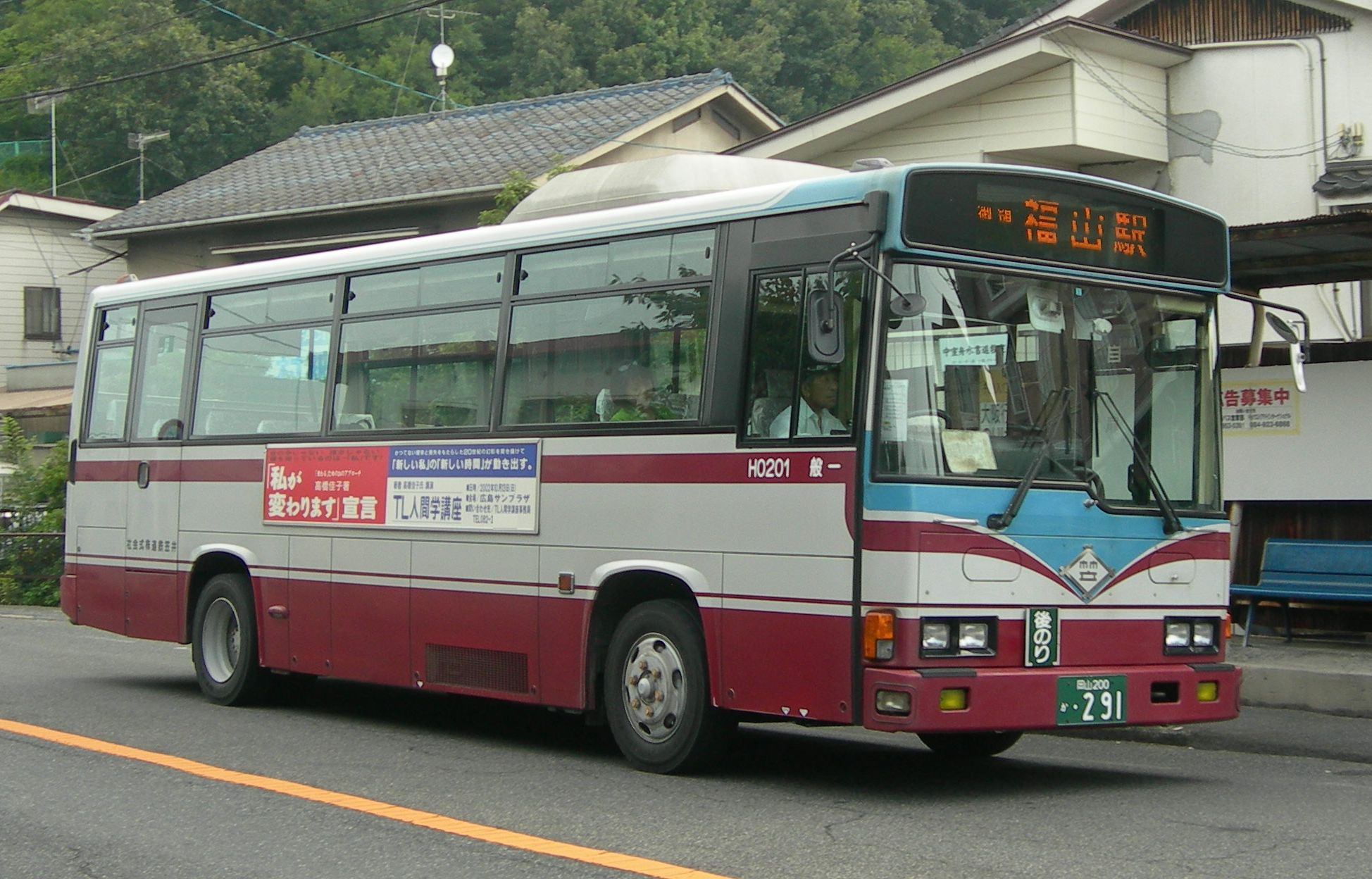
日野レインボーRJ H0201号車 KK-RJ1JJHK
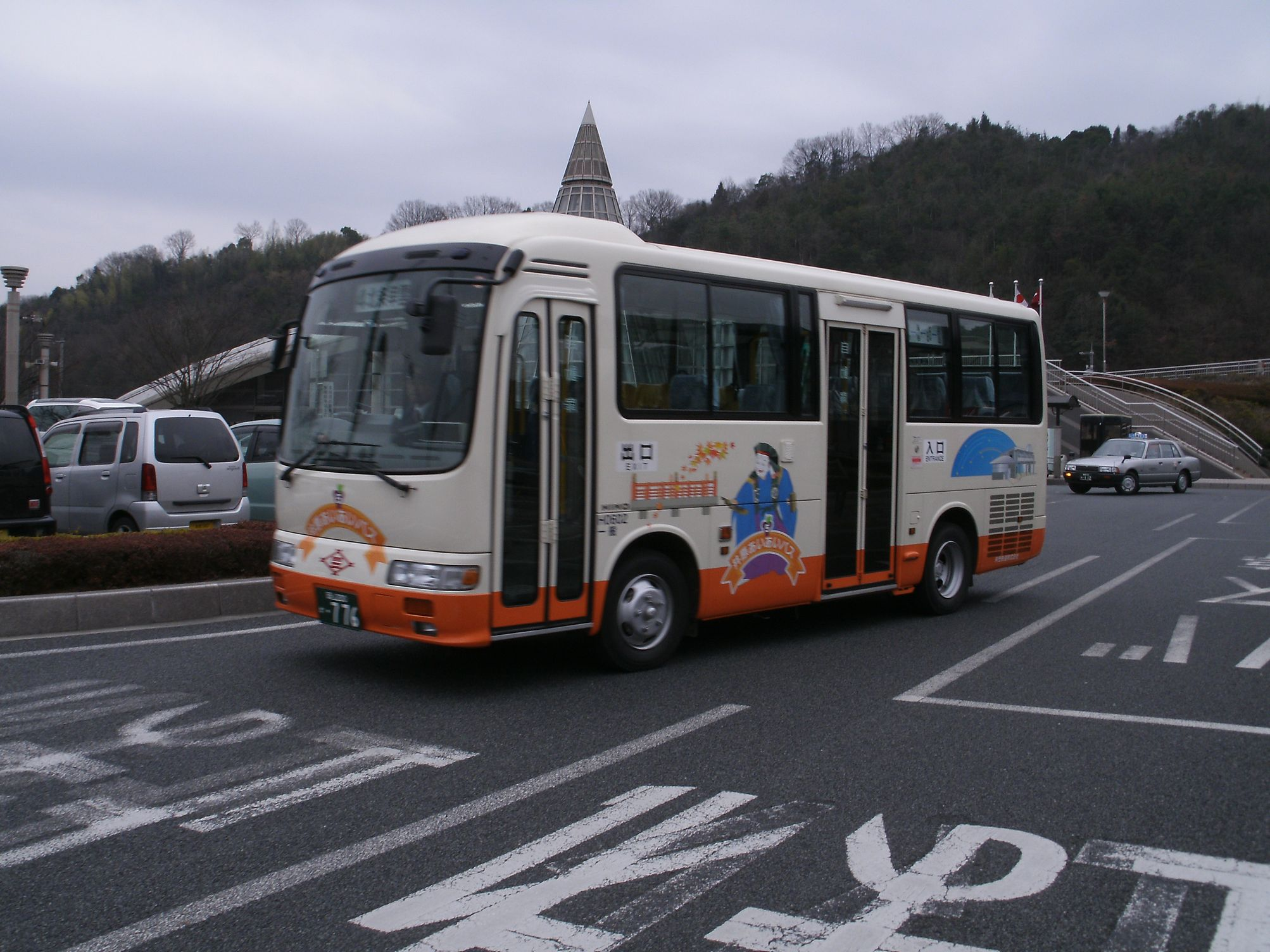
日野リエッセ 井原あいあいバス H0602号車 PB-RX6JFAA （井原駅前）
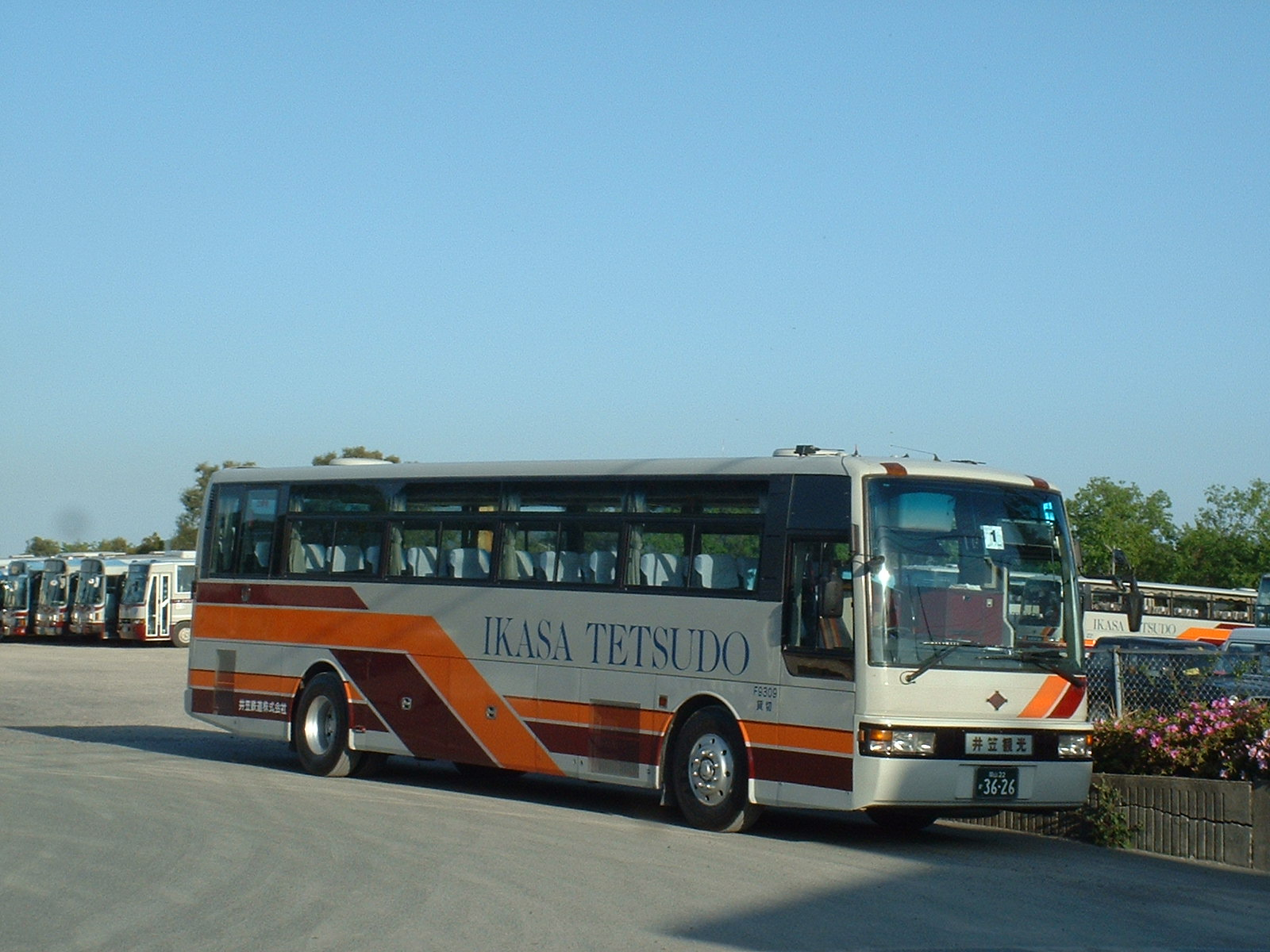
三菱エアロバス （富士重7HD架装） F9309号車 U-MS729S （茂平車庫）
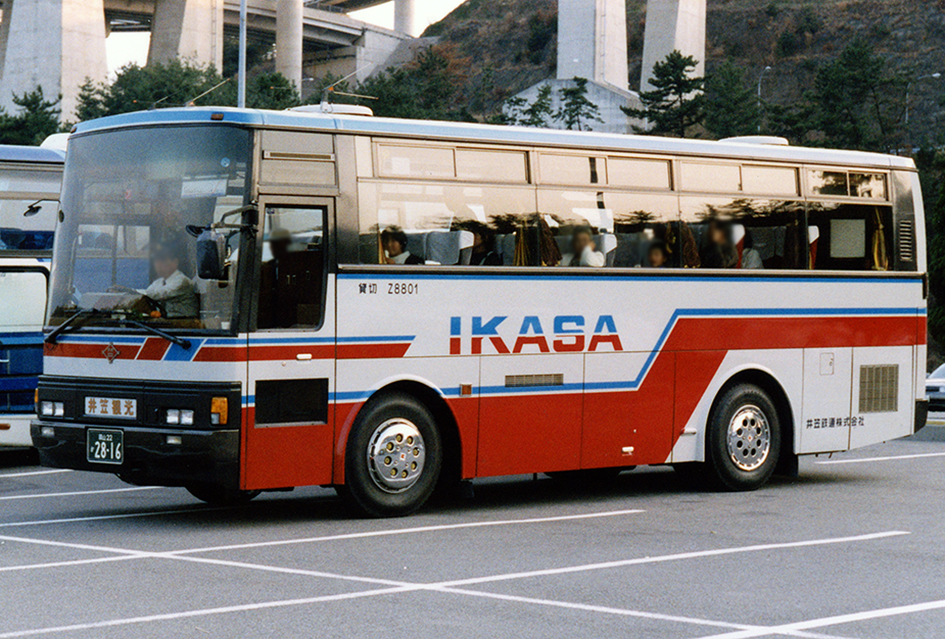
いすゞ LV217H （富士重HD-I架装） Z8801号車 P-LV217H

- 日野リエッセ 
井原あいあいバス 
H0602号車 
PB-RX6JFAA 
（井原駅前）
- 三菱エアロバス 
（富士重7HD架装）
F9309号車 
U-MS729S 
（茂平車庫）
- いすゞ LV217H
（富士重HD-I架装）
Z8801号車 
P-LV217H

### 車両番号について
井笠鉄道・北振バスの車両には、1台ごとに車両番号と呼ばれる番号が付与されていた。車両にはアルファベット1文字と3桁（北振バス）・4桁（井笠鉄道）の番号が付けられており、以下の法則に基づいている。これは井笠バスカンパニーにも継承されている。
例：Z8303
| Z        | 83   | 03       |
| -------- | ---- | -------- |
| メーカー | 年式 | 固有番号 |

- メーカー
F…三菱ふそう
H…日野
Z…いすゞ
N…日産
- 年式
年式の西暦の下2桁
- 固有番号
井笠鉄道は2桁で年式ごとの連番
北振バスは1桁で年式ごとの連番

## 鉄道線

本線笠岡-鬮場間跡（2018年）

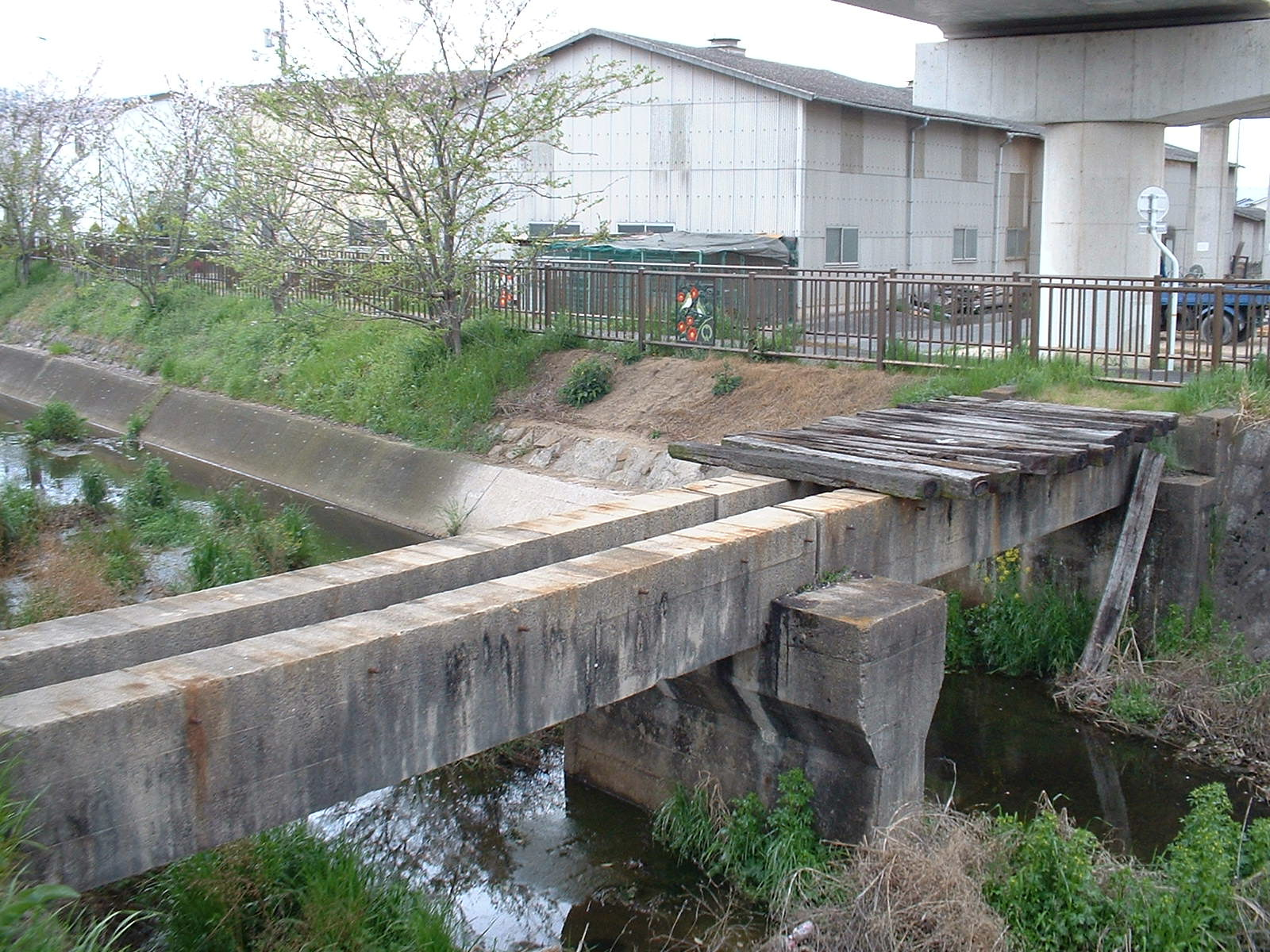
神辺線両備国分寺-湯野間の橋梁跡（井原鉄道湯野駅付近・2006年）

### 路線と駅
1967年（昭和42年）1月時点。
- 本線：笠岡 - 鬮場（くじば） - 大井村 - 小平井 - 吉田村 - 新山 - 北川 - 薬師 - 木之子 - 七日市 - 井原 19.4 km
- 矢掛線：北川 - 備中小田 - 毎戸 - 本堀 - 川面 - 矢掛 5.8 km
- 神辺線：井原 - 出部（いずえ） - 下出部 - 高屋 - 両備金光 - 御領 - 両備国分寺 - 湯野 - 神辺 7.8 km

### 鉄道輸送人員数
「井笠鉄道七十年史のあゆみ」p28による。
| 年   | 人員数（人） |
| ---- | ------------ |
| 1914 | 180,700      |
| 1916 | 196,798      |
| 1921 | 344,713      |
| 1926 | 477,648      |
| 1930 | 532,139      |
| 1935 | 486,359      |
| 1940 | 1,120,872    |
| 1945 | 3,193,602    |
| 1950 | 2,485,393    |
| 1955 | 1,582,439    |
| 1960 | 2,288,344    |
| 1965 | 2,018,924    |
| 1966 | 1,578,309    |
| 1971 | 816,975      |

### 在籍車両

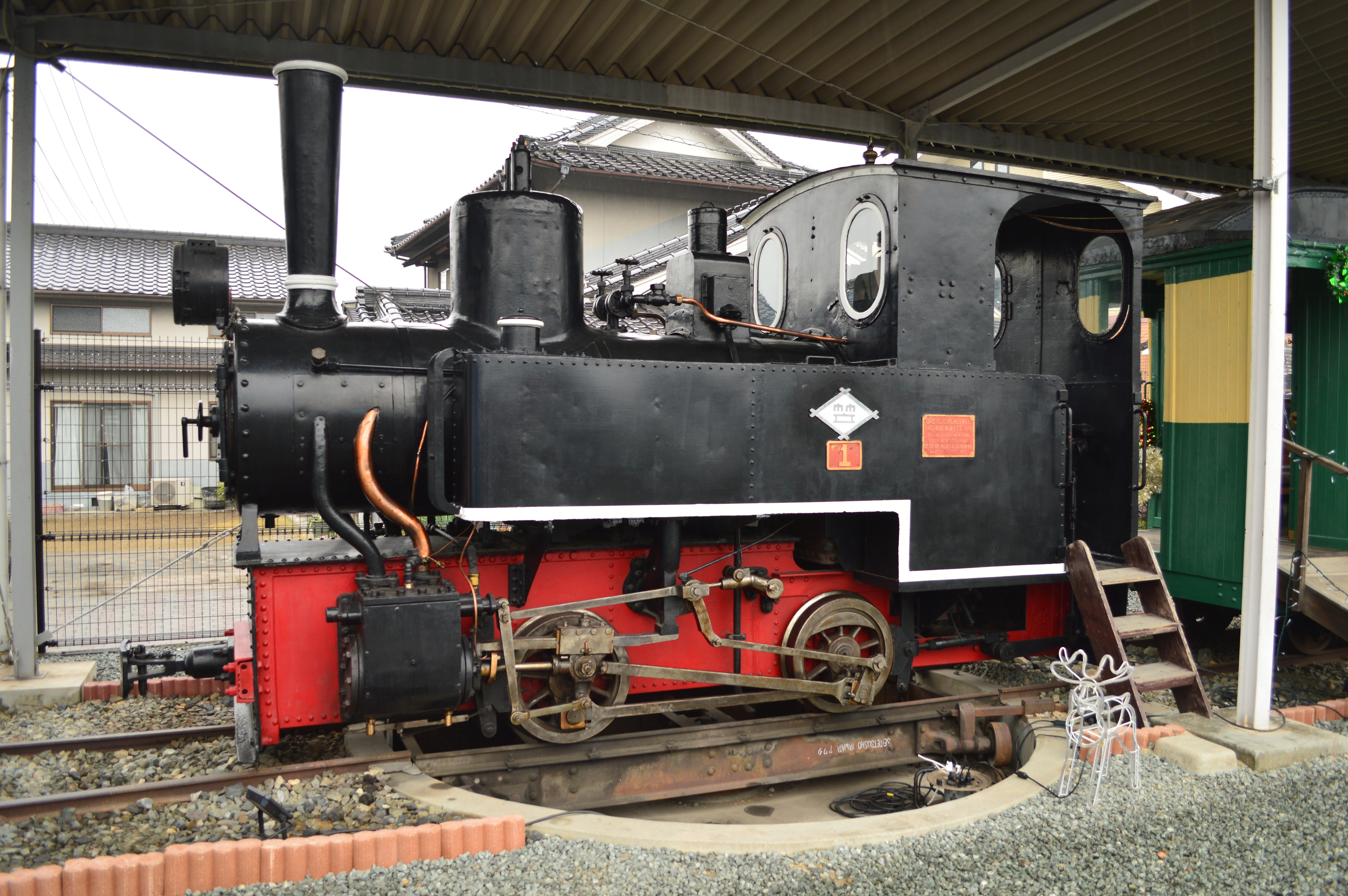
1号機関車（井笠鉄道記念館）

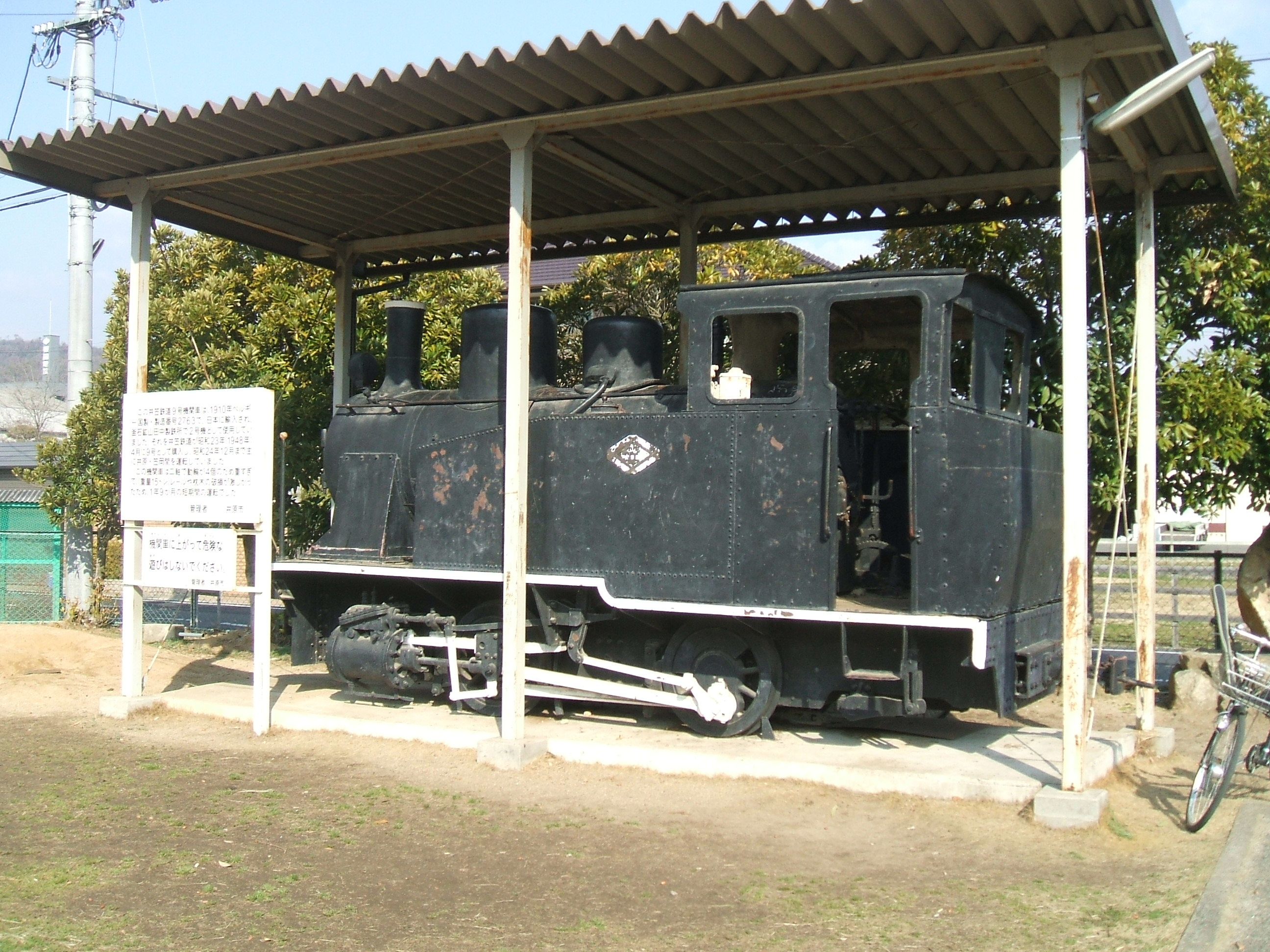
9号機関車（井原市七日市公園・2009年）

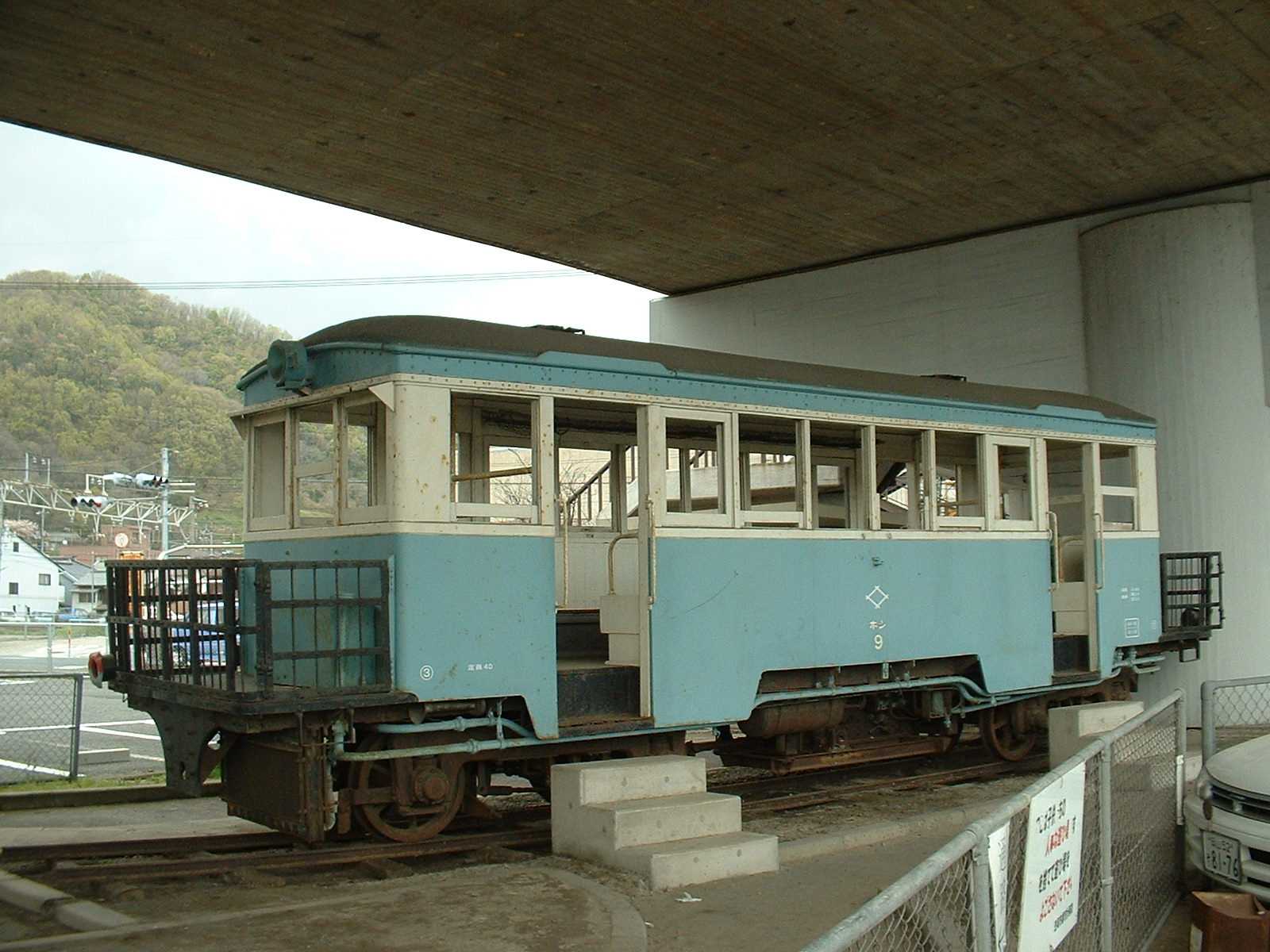
ホジ9（笠岡市交通公園）

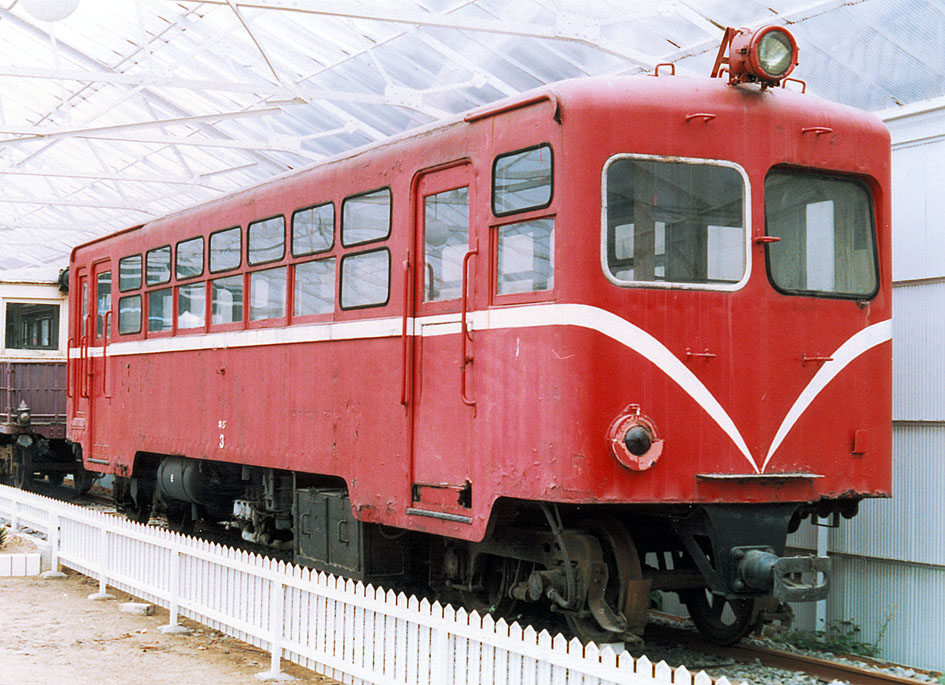
ホジ3（下津井電鉄下津井駅・1990年）

ホジ101（経ヶ丸グリーンパーク）

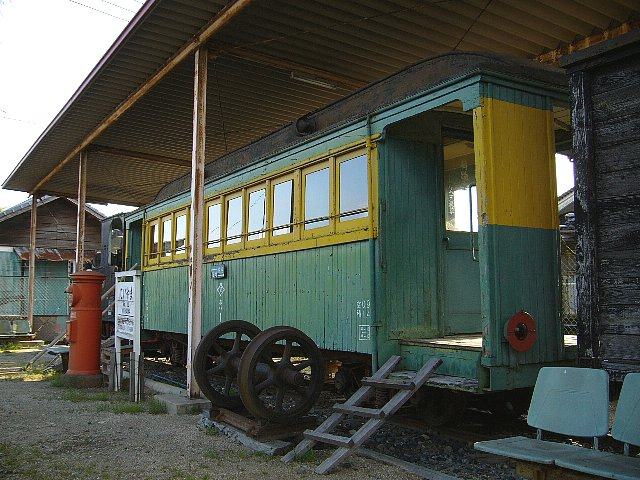
ホハ1（井笠鉄道記念館）

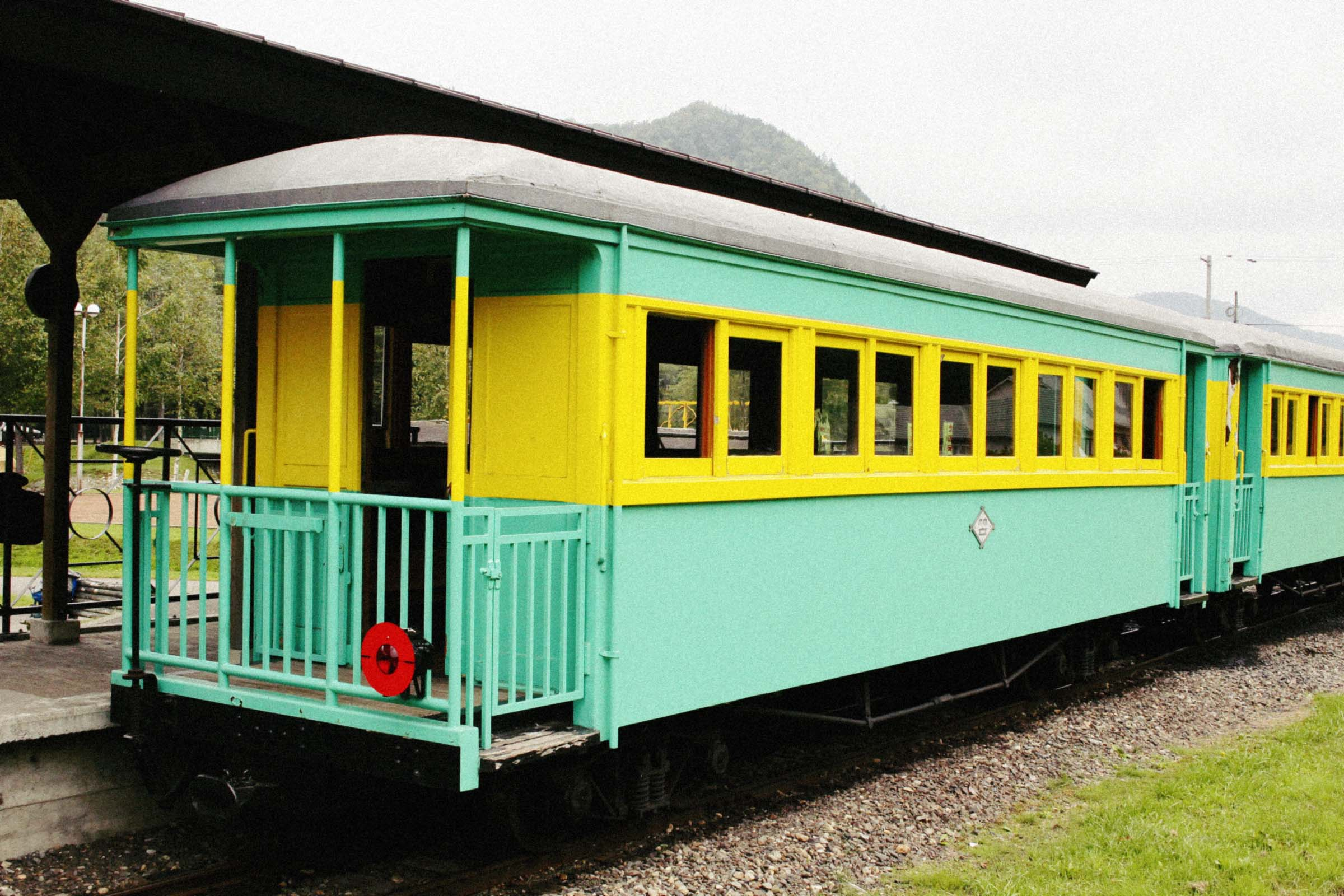
ホハ13（丸瀬布森林公園いこいの森）

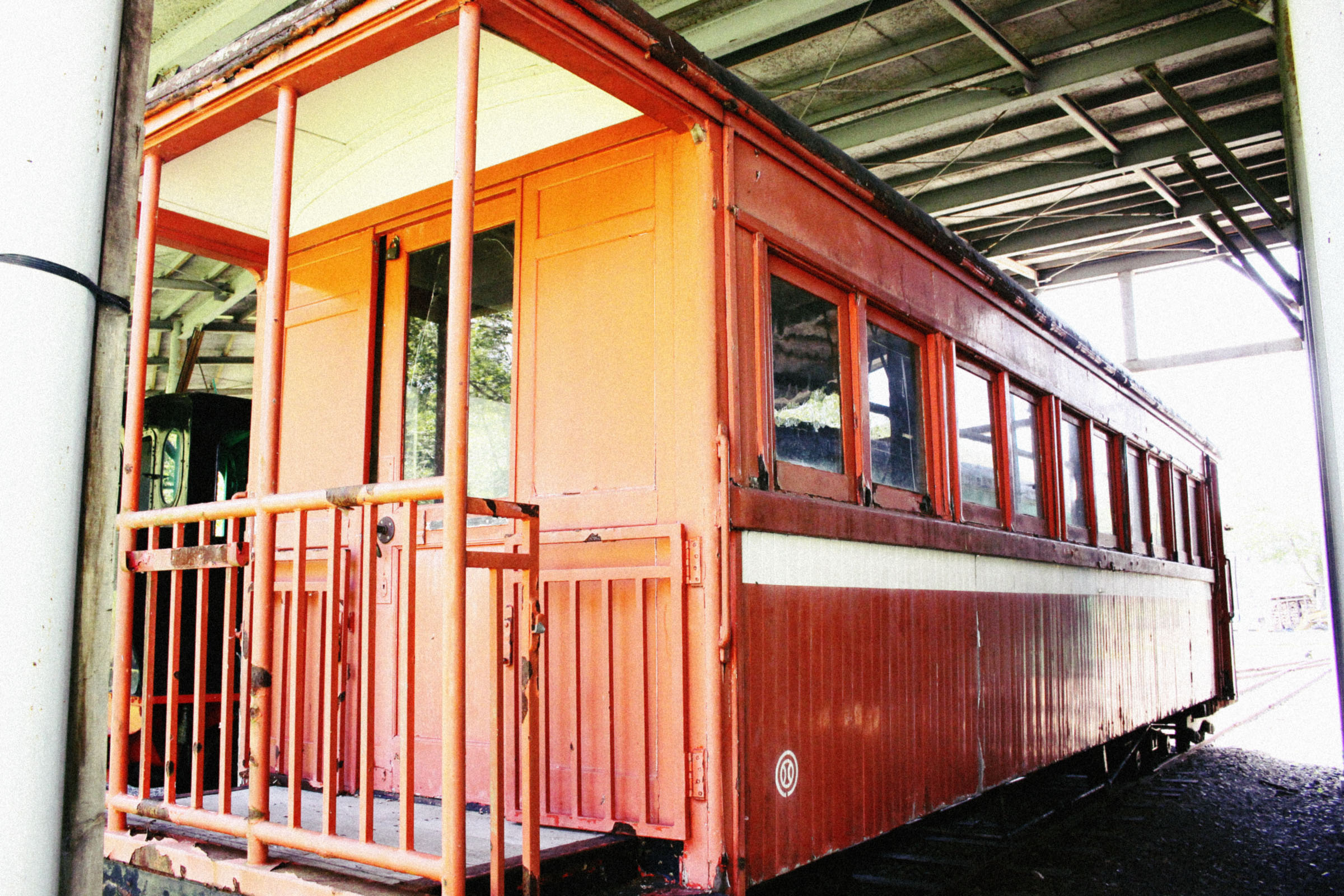
ホハ18（西武35、丸瀬布森林公園いこいの森）

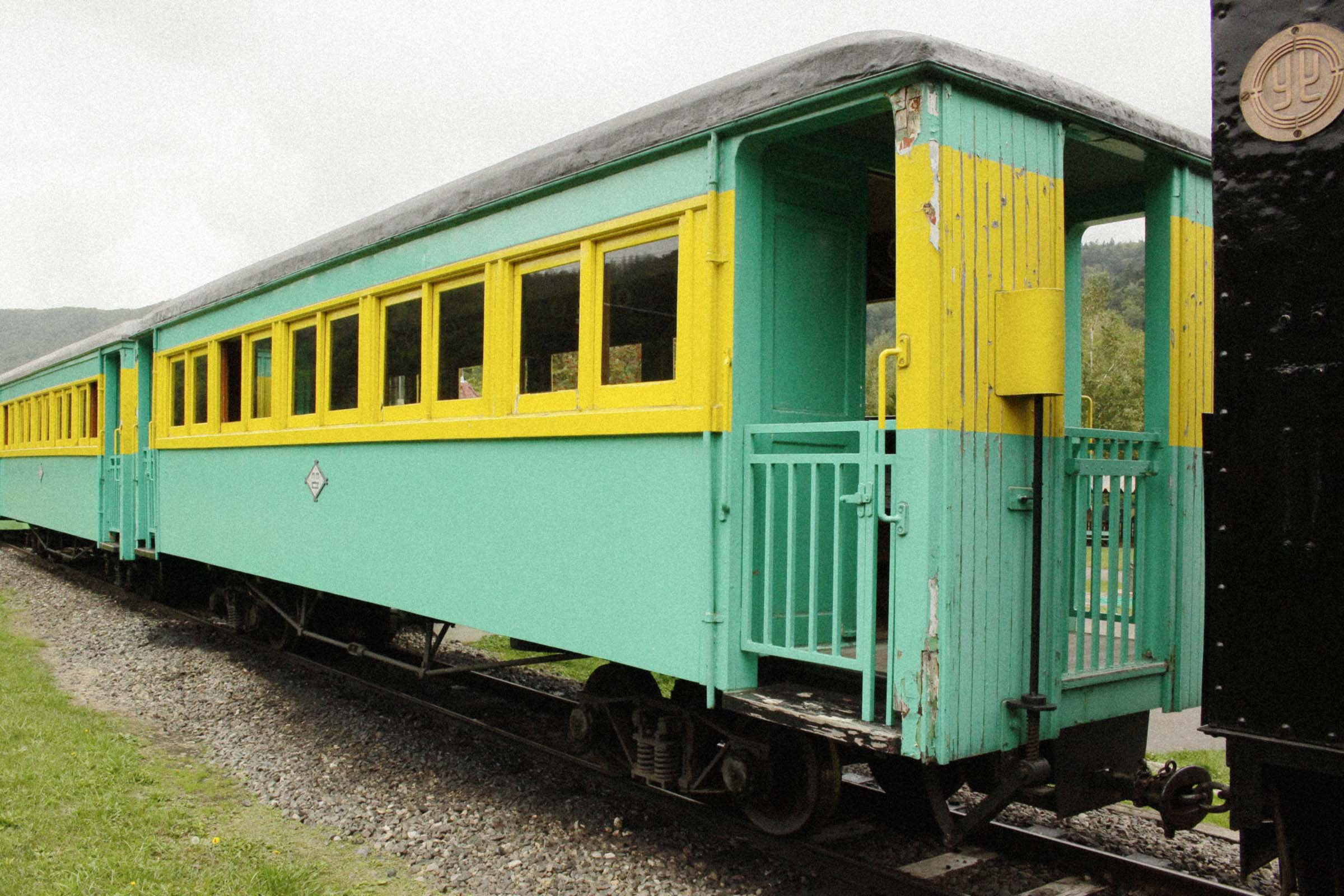
ホハ19（丸瀬布森林公園いこいの森）

井笠鉄道では客貨車形式において気動車に「ジ」（自走客車の意）を命名し、ボギー車は頭に「ホ」を加えた。
- 蒸気機関車
  - 機関車第1号形 1-3 - 1913年オーレンシュタイン&コッペル（ドイツ）製B型9t機。
  - 機関車第2号形 4 - 1918年大日本軌道鉄工部製C型12t機。1927年8（初代）に改番。1935年除籍（→佐世保鉄道19→門司鉄道局ケ219→日本鉱業佐賀関鉄道ケ219）。
  - 機関車第3号形 5 - 1920年H.K.ポーター製B型9t機。
  - 機関車第4号形 6 - 1922年オーレンシュタイン&コッペル製C型12t機。
  - 機関車第5号形 7 - 1923年オーレンシュタイン&コッペル製C型12t機。
  - 機関車第7号形 8（二代目） - 1921年日本車輌本店製C型14t機。元門司鉄道局ケ280（←大隅鉄道4）。
  - 機関車第6号形（B15形） 9 - 1910年ジョン・コッケリル（ベルギー）製B型15t機。元日本製鉄釜石製鉄所（釜石鉱山鉄道）151。
  - 機関車第8号形（丁J10号形）  10 - 1947年立山重工業製C型10t機。
- 気動車
  - 客車第7号形 ジ1・2 - 1927年日本車輌本店製単端式2軸ガソリン動車。1931年客車化（ハ15・16）。
  - 客車第8号形 ジ3・5・10 - 1927年日本車輌本店製単端式2軸ガソリン動車。ジ10は元三蟠鉄道フジ1。ジ3は1937年客車化（ハ17）。
  - 客車第9号形 ジ6・11 - 1929年日本車輌本店製単端式2軸ガソリン動車。ジ11は元三蟠鉄道フジ2。
  - 客車第10号形 ホジ7 - 1931年梅鉢鉄工所製ボギー式ガソリン動車。1946年客車化（ホハ20）。1950年代燃動車化（ホジ7）。1952年ディーゼル動車化。
  - 客車第11号形 ホジ8・9 - 1932年梅鉢鉄工所製ボギー式ガソリン動車。1946年客車化（ホハ21・22）。1950年代燃動車化（ホジ8・9）。1952年ディーゼル動車化。
  - 客車第12号形 ホジ12 - 1936年日本車輌製ボギー式ガソリン動車。1952年ディーゼル動車化。
  - 客車第14号形 ジ13 - 1928年日本車輌本店製単端式2軸ガソリン動車。元下津井鉄道カハ2。客車化（ハ18）。
  - 客車第15号形 ジ14・15 - 1931年日本車輌製本店製2軸ガソリン動車。旧神高鉄道（←両備鉄道）レ1・2。1952年ディーゼル動車化。
  - 客車第15号形 ジ16 - 1934年日本車輌製本店製2軸ガソリン動車。旧神高鉄道（←両備鉄道）レ3。1952年ディーゼル動車化。
  - ホジ1形 ホジ1・2 - 1955年日本車輌製ボギー式ディーゼル動車。
  - ホジ1形 ホジ3 - 1955年富士重工業製ボギー式ディーゼル動車。
  - ホジ100形 ホジ101・102 - 1961年日本車輌製ボギー式ディーゼル動車。
- 客車
  - 客車第1号形  ホハ1・2 - 1913年日本車輌製木造ボギー式並等客車。1949年台車球軸受化。
  - 客車第2号形 ホハ3-6 - 1913年日本車輌製木造ボギー式並等客車。1949年台車球軸受化。
  - 客車第3号形 ホハ7-9 - 1914年日本車輌製木造ボギー式並等客車。
  - 客車第4号形 ホハ10 - 1921年内田鉄工所製木造ボギー式並等客車。1949年台車球軸受化。
  - 客車第5号形 ホハ11・12 - 1922年日本車輌製木造ボギー式並等客車。
  - 客車第6号形 ホハ13・14 - 1925年日本車輌製木造ボギー式並等客車。1952年手用制動機新設。
  - 客車第17号形 ホハ18・19 - 1925年日本車輌製木造ボギー式並等客車。旧神高鉄道（←両備鉄道）ナ19・20。1952年手用制動機新設。
- 貨車
  - 貨車第1号形 ホト1-8  - 1913年日本車輌製無蓋車。
  - 貨車第2号形 ホワ1・2・4・8 - 1913年日本車輌製有蓋車。
  - 貨車第3号形 ホワフ1・2 - 1914年日本車輌製有蓋緩急車。
  - 貨車第4号形 ホワ5・6 - 1914年日本車輌製有蓋車。
  - 貨車第4号形 ホワ7 - 1932年にホト19（1921年内田鉄工所製無蓋車）より改造された有蓋車。
  - 貨車第4号形 ホワ8 - 1949年にホト16（1917年内田鉄工所製無蓋車）より改造された有蓋車。
  - 貨車第5号形 ホト9-12 - 1914年日本車輌製無蓋車。
  - 貨車第6号形 ホワフ3 - 1917年にホワ3（1913年日本車輌製有蓋車）より改造された有蓋緩急車。
  - 貨車第7号形 ホト13-18 - 1917年内田鉄工所製無蓋車。
  - 貨車第8号形 ホト20 - 1921年内田鉄工所製無蓋車。
  - 貨車第9号形 ホワフ4 - 1921年内田鉄工所製有蓋緩急車。
  - 貨車第10号形 ホト21・22 - 1922年内田鉄工所製無蓋車。
  - 貨車第11号形 ホチ1・2 - 1922年内田鉄工所製長物車。
  - 貨車第12号形 ホワフ5 - 1924年日本車輌製有蓋緩急車。
  - 貨車第13号形 ホテト23-26 - 1924年内田鉄工所製鋼製無蓋車。
  - 貨車第14号形 ホテト27・28 - 1929年内田鉄工所製鋼製無蓋車。元三蟠鉄道フテト1・2。
  - 貨車第15号形 ホト29-30 - 1920年楠木製造所製無蓋車。旧神高鉄道（←両備鉄道）ム21・23。
  - 貨車第15号形 ホト31-33 - 1920年日本車輌製無蓋車。旧神高鉄道（←両備鉄道）ム26-28。
  - 貨車第16号形 ホワフ6・7 - 1914年日本車輌製有蓋緩急車。旧神高鉄道（←両備鉄道）ユブ1・2。

#### 車両数の推移
鉄道院年報、鉄道院鉄道統計資料、鉄道省鉄道統計資料、鉄道統計資料、鉄道統計各年度版、高井薫平『軽便追想』ネコパブリッシング、1997年、213頁による。
| 年度      | 機関車 | 内燃動車 | 客車 | 貨車 | 貨車 |
| 年度      | 機関車 | 内燃動車 | 客車 | 有蓋 | 無蓋 |
| --------- | ------ | -------- | ---- | ---- | ---- |
| 1913      | 3      |          | 6    | 4    | 8    |
| 1914-1916 | 3      |          | 9    | 8    | 12   |
| 1917      | 3      |          | 9    | 8    | 18   |
| 1918-1920 | 4      |          | 9    | 8    | 18   |
| 1921      | 5      |          | 10   | 9    | 20   |
| 1922      | 5      |          | 12   | 9    | 24   |
| 1923      | 6      |          | 12   | 9    | 24   |
| 1924      | 6      |          | 12   | 10   | 24   |
| 1925-1926 | 7      |          | 14   | 10   | 28   |
| 1927-1928 | 7      | 4        | 14   | 10   | 28   |
| 1929-1930 | 7      | 5        | 14   | 10   | 28   |
| 1931      | 7      | 6        | 14   | 10   | 28   |
| 1932-1934 | 7      | 8        | 16   | 11   | 29   |
| 1935      | 6      | 8        | 16   | 11   | 29   |
| 1936-1937 | 6      | 9        | 16   | 11   | 29   |
| 1946      | 7      | 12       | 19   | 13   | 34   |
| 1948      | 9      | 15       | 16   | 13   | 34   |
| 1950      | 8      | 12       | 19   | 14   | 33   |
| 1955      | 8      | 14       | 20   | 14   | 17   |
| 1959      | 8      | 14       | 20   | 12   | 14   |

#### 譲渡
本線廃止後の1972年に西武山口線へ1号機関車の貸し出しと同時に以下の車両が譲渡された。
- 客車
  - ホハ2（→西武31号）
  - ホハ5（→西武32号）
  - ホハ6（→西武33号）
  - ホハ10（→西武34号）
  - ホハ18（→西武35号）
  - ホハ19（→西武36号）
  - ホハ13（→西武37号）
  - ホハ14（→西武38号）

### 廃線跡
笠岡から北川にかけては断片的に残っているが、岡山県道48号笠岡美星線の拡幅などでかなりの旧道床が姿を消した。また矢掛線と井原以西の旧道床も、大半が井原鉄道井原線の道床に転用され、遺構はわずかに残るのみである。
旧新山駅は駅舎が現存しており、井笠鉄道記念館として車輌や資料を保存している。

## 保存車両

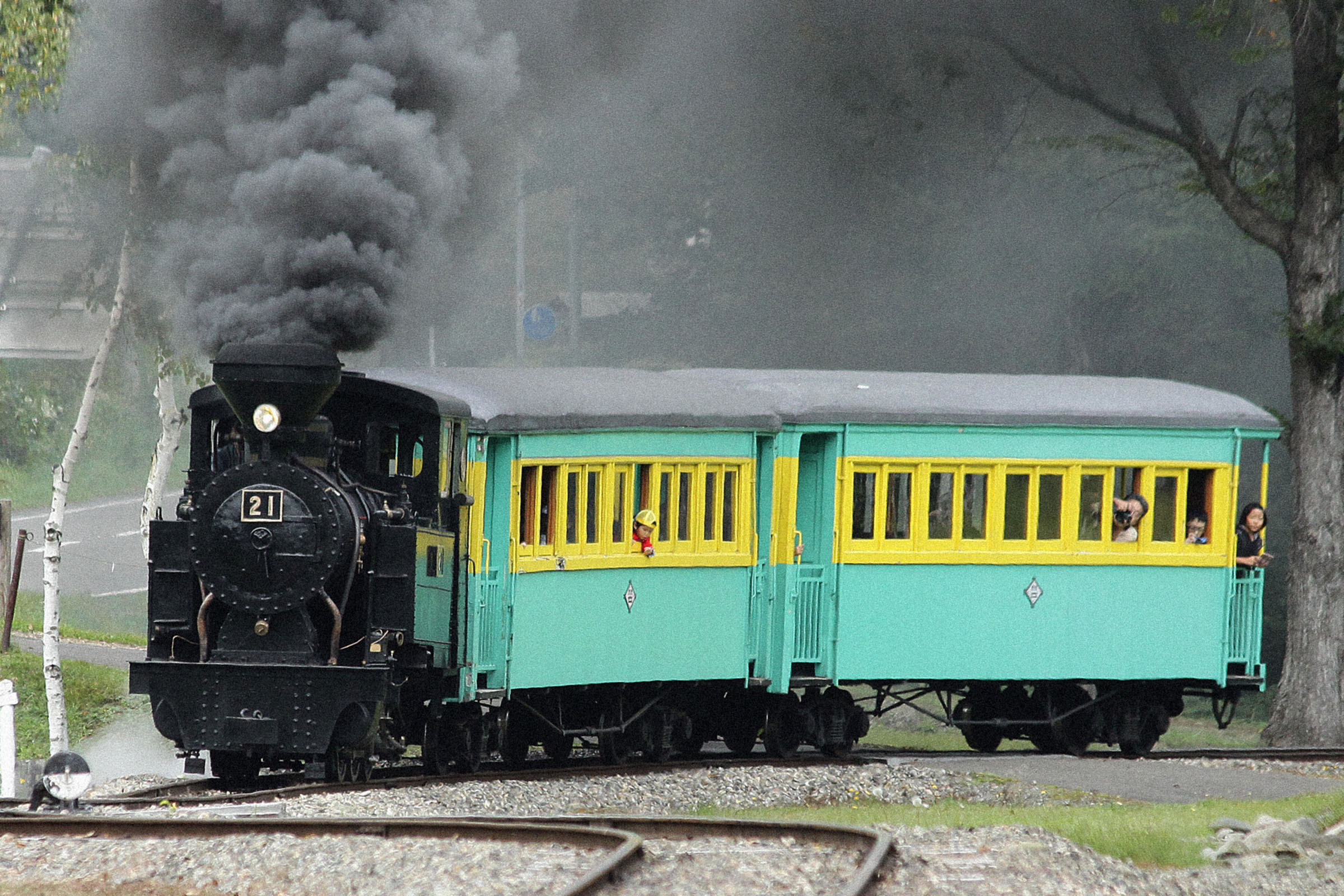
「丸瀬布森林公園いこいの森」で雨宮21号蒸気機関車（旧武利意森林鉄道）に牽引されるホハ19とホハ13。1990年代以降可動状態にある旧井笠鉄道車両はこの2両と610mm軌間に改造されたホハ5（成田ゆめ牧場、2020年修復改造）の計3両である（北海道紋別郡遠軽町、2014年）

井笠鉄道は軽便鉄道を由来とする国内各私鉄線の中でも比較的遅くまで存続し、廃車となった車両の大半を解体せず自社の鬮場（くじば）車庫で保管していたため、多数の機関車、気動車、客貨車が現存する。
鉄道線全廃後、売却・譲渡されなかった残りの車両も鬮場車庫内に保管されていたが、1980年2月21日深夜に発生した放火事件による車庫火災でその多くが失われた。
- 井笠鉄道記念館（岡山県笠岡市）
  - 1号機関車（蒸気機関車） - 1961年除籍後、1971年の鉄道線全廃時に無火状態で走行。1973年に西武鉄道に貸し出され、山口線で「信玄号」として1977年まで運行された後、1978年に井笠鉄道に返却。1980年に同館に保存された。
  - ホハ1（客車） - 1980年の鬮場車庫放火事件で損傷したが、同年修復されて同館に保存された。
  - ホワフ1（貨車） - 井笠鉄道の保存車両の中で唯一保存されている貨車。
- 笠岡市交通公園（岡山県笠岡市、旧井笠鉄道本社前）
  - ホジ9（気動車）
- 倉敷精機(株)（岡山県井原市）
  - 9号機関車（蒸気機関車） - 当初笠岡市交通公園で保存されたのち、伏見桃山城キャッスルランド（京都府京都市伏見区、2003年閉園）、七日市公園（井原市）、星空感オートキャンプ場（井原市）を経て2014年に移転。
- 経ヶ丸グリーンパーク（岡山県井原市）
  - ホジ101（気動車）
  - ホハ8（客車）
- 新市クラシックゴルフクラブ（広島県福山市） - 赤坂遊園（1991年閉園）保存の2両を譲受。
  - 3号機関車（蒸気機関車） - 実車は「2」と車番表記変更。
  - ホハ12（客車）
- 太陽保育園（広島県福山市） - 赤坂遊園保存の1両を譲受。
  - ホハ11（客車）
- 池田動物園（岡山県岡山市）
  - 2号機関車（蒸気機関車） - 池田動物園側の希望で「3」と車番表記変更。西大寺鉄道ハボ13、ワボ2と共に保存。
- 下津井電鉄下津井駅跡（岡山県倉敷市）
  - ホジ3（気動車）- 現存するホジ1形の唯一の車両[注 5]。1972年3月31日の下津井電鉄線茶屋町-児島間廃止後、地上設備撤収用に運行を予定した貨物列車の牽引を目的として下津井電鉄に譲渡されたが、エンジンが不調で牽引力が充分でなかったと伝えられており、大半はトラックを直接軌道内に乗り入れて撤去作業を実施したため、ほとんど使用されなかった。ホジ3は井笠鉄道の現役時代、同系車中で最も不調であったといわれている。
- 成田ゆめ牧場・羅須地人鉄道協会まきば線（千葉県成田市） - 軌間610mm、延長500m。西武鉄道山口線を経て西武遊園地でレストランとして使用されていた客車2両を2011年譲受。うち1両を動態保存。
  - ホハ2（客車）
  - ホハ5（客車）- 軌間を610mmに改造して2020年に修復し同年12月から動態保存。
- 古河足尾歴史館（栃木県日光市）
  - 7号機関車（蒸気機関車） - 兵庫県姫路市の解体業者に引き取られたのち長期間放置され、「茄子畑のコッペル」として知られた。同市内のパチンコ店やホームセンターの駐車場などを経て、野辺山SLランド（長野県南佐久郡南牧村）で保存されたが、2018年の同園閉園に伴い、2019年、古河機械金属が運営する古河足尾歴史館が譲受して保存[24]。
  - ホハ6（客車）-下述の風だより・風の高原鉄道に保存されていたが、2021年の風だより閉店に伴い、引き取った[25]。
- 風だより・風の高原鉄道（栃木県塩谷郡塩谷町） - 西武鉄道山口線を経て西武遊園地でレストランとして使用されていた客車2両を2011年に譲受したが、2021年に風だより閉店に伴い、ホハ6は古河足尾歴史館に引き取られた。ホハ10については 2023年に関水金属に引き取られ「KATO Railway Park」にて復元修復作業の上、動態保存されている[26]。
- KATO Railway park  (埼玉県鶴ヶ島市) - 軌間762mm、延長600m。上述の風だより・風の高原鉄道に保存されていたものを、2021年の風だより閉店に伴い、関水金属が2023年譲受。 同社鶴ヶ丘新倉庫内にて復元修復作業の上、2024年6月9日より動態保存。 車両の運行と公開は特定日のみとなるため、通常は非公開。
  - ホハ10（客車） - 修繕の際、西武山口線時代の仕様に復元されている[26]。
- 丸瀬布森林公園いこいの森（北海道紋別郡遠軽町） - 軌間762mm、延長2km。西武鉄道山口線を経てユネスコ村で展示されていた客車4両を丸瀬布町（現・遠軽町）が1993年譲受。うち2両を動態保存。
  - ホハ13（客車） - 1995年に修繕され、武利意森林鉄道21号（雨宮21号）に牽引され多客期に運行。のち鋼製の井笠鉄道社紋を取り付けている。
  - ホハ14（客車） - 車体は解体され台枠以下の下回りのみ車両格納庫内に保管。
  - ホハ18（客車） - 西武時代の塗色と表記を残した未修繕の状態で車両格納庫内に保管。
  - ホハ19（客車） - 1995年に修繕され、武利意森林鉄道21号（雨宮21号）に牽引され多客期に運行。のち鋼製の井笠鉄道社紋を取り付けている。